# Storia dell'Italia romana

Evoluzione del nome Italia e dell'estensione geografica del territorio che, de iure, costituiva l'Italia durante l'età romana. Di fatto, tutte le terre a sud delle Alpi venivano chiamate Italia già dalla conquista romana della Gallia Cisalpina nel III secolo a.C.

La storia dell'Italia romana ebbe inizio con la graduale federazione ed assimilazione delle popolazioni italiche centro-meridionali, intrapresa a partire dall'età regia di Roma (VIII secolo a.C.), e completandosi poi con la conquista della Gallia Cisalpina, territorio corrispondente alla Pianura Padana, che avvenne tra il III e il II secolo a.C. La successiva concessione della cittadinanza romana agli abitanti dell'intera penisola italica e la formazione di una vera e propria entità statale differenziata dalle province, in quanto evoluzione dell'Ager Romanus, e costituente, de iure, il territorio metropolitano dell'antica Roma (composto dalle 11 regiones augustee, esente dalle imposte provinciali in quanto amministrato direttamente dal Senato Romano ed avente nome di Italia, alla quale vennero aggiunte, in epoca di Diocleziano, anche le ex province repubblicane di Sicilia e Sardinia et Corsica, comprendendo così l'intera regione geografica italiana), permise all'Urbe di diffondere ovunque la propria lingua, i costumi, le istituzioni e tutti gli aspetti della civiltà romana, della quale l'Italia fu centro assoluto, amministrativo, politico e culturale. La storia dell'Italia romana ebbe poi fine nel 476 d.C., con la caduta dell'Impero romano d'Occidente e l'inizio del Regnum Italiae di Odoacre.

## Storia

### L'età delle conquiste (753 - 133 a.C.)
La federazione delle popolazioni italiche e l’unificazione di questi popoli in un'unica entità statale chiamata Italia, differenziata dalle province e identificabile con l'attuale penisola italica, richiese a Roma una serie di guerre di conquista e di colonizzazioni lunghe e difficili. La tappa iniziale di questo processo unificatore dell'Italia fu la conquista del primato sul Latium vetus durante l’intera epoca regia.

#### Conquista romana delLatium vetus(753 - 341 a.C.)
| Mappa del Latium vetus |
| --- |
| Carseoli Nersae Cameria Eretum Feronia Ceri Alsium Caere Orvinium Cures Capena Ferentinum Frusino Anagnia Vitellia Albalonga Laurentum Lavinium Bovillae Aricia Lanuvium Velitrae Signia Artena Tolerium Bolae Pedum Labicum Nomentum Crustumerium Careiae Fregenae Ostia Varia Empulum Tibur Praeneste Gabii Tusculum Fidenae Veii Antemnae Roma Latium adiectum Etruria |

| Mappa del Latium vetus e del Latium adiectum |
| --- |
| Castriminium Vulturnum Savo Vescia Sinuessa Minturnae Caieta Spelunca Interamna Venafrum Atina Casinum Aquinum Fregellae Arpinum Sora Alatrium Cepeatae Verulae Frusino Fabrateria Vetus Setia Norba Cora Astura Lavinium Artena Tolerium Formiae Suessa Aurunca Teanum Rufrium Fundi Anxur Circeii Privernum Satricum Ferentinum Anagnia Signia Ardea Velitrae Lanuvium Aricia Antium Samnium Campania Latium vetus |

La storia più antica, dalla fondazione di Roma quale piccolo villaggio tribale, fino alla fine dell'Età regia con la caduta dei re di Roma, è quella meno conservata. Sebbene Livio, storico romano, nella sua opera Ab Urbe condita, elenchi, dal primo insediamento fino ai primi anni, una serie di sette re della Roma arcaica, i primi quattro 're' (Romolo, Numa Pompilio, Tullo Ostilio e Anco Marzio) sono quasi certamente interamente apocrifi. Michael Grant e altri ipotizzano che, prima dell'instaurarsi del dominio etrusco su Roma sotto Tarquinio Prisco, quinto re della tradizione, Roma fosse stata guidata da qualche sorta di autorità religiosa. Pochissimo si conosce della storia militare di Roma durante questa epoca, e quello che la storia ci ha tramandato ha più della natura leggendaria che di una consistenza fattuale. Secondo la tradizione, Romolo fortificò uno dei sette colli di Roma, il colle Palatino, dopo aver fondato la città, e Livio afferma che, poco dopo la sua fondazione, Roma era «pari a qualsiasi delle città circostanti per valore militare».
Sotto i re etruschi Tarquinio Prisco, Servio Tullio e Tarquinio il Superbo, Roma si espanse in direzione nord-ovest, venendo in conflitto contro i Veientani (a nord-est del Tevere) dopo la scadenza del trattato che aveva concluso la precedente guerra. Tarquinio Prisco combatté i Sabini (nel 585/584 a.C. ca.), come pure fece il suo successore Servio Tullio. Ancora Prisco ottenne un trionfo su Latini (acquistò allo stato romano le città di Corniculum e Collatia) ed Etruschi (il 1º aprile del 588/587 a.C.). Su questi ultimi anche Servio Tullio ottenne un doppio trionfo (il 25 novembre del 571/570 a.C. ed il 25 maggio del 567/566 a.C.). Ed infine Strabone ricorda che sempre Tarquinio Prisco distrusse numerose città degli Equi. L'ultimo re di Roma, Tarquinio il Superbo combatté invece per primo i Volsci e sottomise poi numerose città del Latium vetus, facendo pace poi con gli Etruschi. Alla fine i re etruschi furono rovesciati nel contesto di una più ampia esautorazione del potere etrusco nella regione nello stesso periodo, e Roma, i cui possedimenti non si estendevano oltre le 15 miglia dalla città, si diede un assetto repubblicano.
con l'inizio di questa nuova fase storica, gli immediati vicini di Roma erano città o villaggi dei Latini, con un assetto tribale simile a quello di Roma, o anche tribù sabine delle vicine alture appenniniche. Poco alla volta Roma sconfisse sia i sabini sia le città locali che erano o egemonizzate dagli Etruschi o città latine che, al pari di Roma, si erano liberate dei loro dominatori etruschi. Roma sconfisse i Lavinii e i Tusculi nella battaglia del lago Regillo, del 496 a.C., e i Sabini in una battaglia sconosciuta nel 449 a.C., gli Equi e i Volsci nella battaglia del Monte Algido nel 458 a.C. e nella battaglia di Corbione nel 446 a.C., i Volsci nella battaglia di Corbione e nella conquista di Anzio del 377 a.C., gli Aurunci nella battaglia di Ariccia; furono battuti dai Veientani nella battaglia del Cremera nel 477 a.C., nella conquista di Fidene del 435 a.C. e nelle guerre veienti che portarono alla conquista di Veio del 396 a.C. Una volta sconfitti i Veientani, i Romani ebbero effettivamente completato la conquista dei loro immediati vicini etruschi, e, allo stesso tempo, resa sicura la loro posizione contro la minaccia immediata costituita dai popoli tribali delle alture appenniniche.
Roma, tuttavia, controllava ancora solo una ristrettissima area e i suoi affari rivestivano un ruolo minore nell'intero contesto della penisola italica: i resti di Veio, ad esempio, ricadono oggi interamente nei suburbi della Roma moderna e gli interessi di Roma erano da poco venuti all'attenzione dei Greci, portatori della cultura trainante dell'epoca. Il grosso dell'Italia rimaneva ancora in mano ai Latini, ai Sabini, ai Sanniti e ad altri popoli dell'Italia centrale, ai coloni greci delle poleis magnogreche, e, in particolare, ai popoli celtici dell'Italia settentrionale, inclusi i Galli.
All'epoca, la civiltà celtica era vibrante e in fase di espansione militare e territoriale, con una diffusione che, sebbene priva di coesione, arrivò a coprire gran parte dell'Europa continentale. Fu proprio per mano dei Celti della Gallia che Roma soffrì una sconfitta umiliante, a cui seguì una battuta d'arresto imposta alla sua espansione: il ricordo di quella sconfitta era destinato ad imprimersi profondamente nella coscienza e nella futura memoria di Roma. Dal 390 a.C., molte tribù galliche avevano iniziato ad invadere l'Italia dal nord, all'insaputa dei Romani i cui interessi si rivolgevano ancora alla sicurezza su uno scenario essenzialmente locale. Ad allertare Roma fu una tribù particolarmente bellicosa, i Senoni, che invasero la provincia etrusca di Siena dal nord e attaccarono la città di Clusium (Chiusi), non molto distante dalla sfera d'influenza di Roma. Gli abitanti di Chiusi, sopraffatti dalla forza dei nemici, superiori in numero e per ferocia, chiesero aiuto a Roma. Quasi senza volerlo i Romani non solo si ritrovarono in conflitto con i Senoni, ma ne divennero il principale obiettivo. I Romani li fronteggiarono in una battaglia campale presso il fiume Allia intorno agli anni 390–387 a.C. I Galli, guidati dal condottiero Brenno, sconfissero un'armata romana di circa 15.000 soldati e incalzarono i fuggitivi fin dentro la stessa città, che fu sottoposta ad un parziale ma umiliante sacco prima di essere scacciati o convinti ad andarsene dietro pagamento di un riscatto.

#### Dall'egemonia sulLatium vetusa quella dell'Italia centro meridionale (343 - 264 a.C.)
Le tappe della conquista romana, dopo aver raggiunto l'egemonia sul Latium vetus fu quella di espandersi prima verso sud (guerre sannitiche) e poi verso nord (guerre romano-etrusche) fino ad ottenere il dominio totale della penisola italica dall'Arno allo stretto di Messina durante il primo periodo repubblicano (fino al 264 a.C.).
     Possedimenti romani
     Colonie latine
     Alleati di Roma (socii)

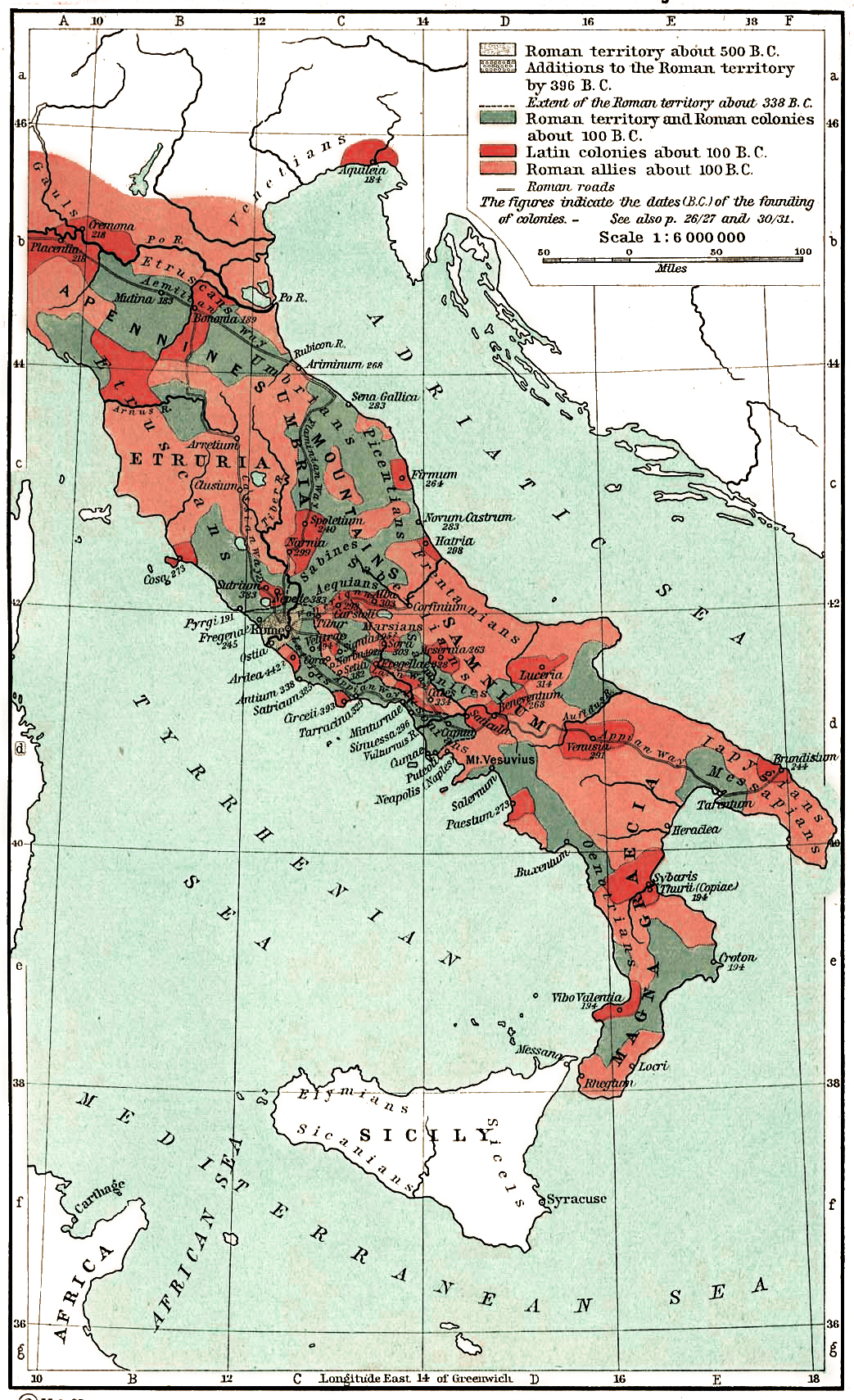
Mappa della confederazione romana nel 100 a.C., all'avvento della guerra sociale (91-88 a.C.). Si noti la configurazione politica a chiazze.
Possedimenti romani
Colonie latine
Alleati di Roma (socii)
I possedimenti romani abbracciavano i territori centrali della penisola italica e le coste tirreniche. Le colonie latine erano sparse in località strategiche, mentre gli alleati erano concentrati nelle montagne interne

Dopo essersi ripresa dal sacco di Roma, i Romani ripresero immediatamente la loro espansione in Italia. Nonostante i successi fino ad allora ottenuti, il controllo sull'intera penisola non era, a quel punto, in alcun modo assicurato: i Sanniti erano altrettanto bellicosi e ricchi quanto i Romani; inoltre, dal canto loro, si prefiggevano di espandersi dall'originario Sannio per assicurarsi nuove terre in quelle fertili pianure italiche su cui insisteva la stessa Roma. La prima guerra sannitica, tra il 343 e il 341 a.C., fece seguito a diffuse incursioni sannitiche nel territorio di Roma, a cui seguirono sia la battaglia del Monte Gauro (342 a.C.), sia la battaglia di Suessula (341 a.C.), dove i Romani sconfissero i Sanniti ma furono costretti a ritirarsi dalla guerra senza poter sfruttare il successo fino in fondo, a causa della rivolta di molti degli alleati latini nel conflitto noto come guerra latina. In questo modo Roma, intorno al 340 a.C., si trovò a dover contenere sia le incursioni sannite nel suo territorio, sia quelle delle città latine ribelli, con le quali ingaggiò un aspro conflitto. Alla fine i Latini vennero sconfitti nella battaglia del Vesuvio e di nuovo nella battaglia di Trifano, dopo la quale le città latine furono obbligate a sottomettersi al potere romano.
La seconda guerra sannitica, dal 327 al 304 a.C., rappresentò una questione più seria e lunga, sia per i Romani che per i Sanniti, la cui conclusione richiese più di vent'anni di conflitto, e 24 battaglie, a prezzo di gravissime perdite per entrambi gli schieramenti. Le alterne fortune del conflitto arrisero tanto ai Sanniti che ai Romani: i primi si impossessarono di Neapolis nel 327 a.C., che i Romani si ripresero prima di essere sconfitti nella battaglia delle Forche Caudine e nella battaglia di Lautulae. I Romani uscirono infine vittoriosi dalla battaglia di Boviano (305 a.C.), quando ormai, già dal 314 a.C., le sorti della guerra stavano volgendo decisamente in favore di Roma, inducendo i Sanniti a trattare la resa a condizioni via via sempre più sfavorevoli. Nel 304 a.C. i Romani giunsero a una massiccia annessione di territori sanniti, su cui fondarono perfino numerose loro colonie. Ma sette anni dopo la loro sconfitta, mentre il dominio di Roma sull'area sembrava garantito, i Sanniti insorsero di nuovo e sconfissero i Romani nella battaglia di Camerino, nel 298 a.C., che diede inizio alla terza guerra sannitica. Forti di questo successo, cercarono di mettere assieme una coalizione di molte delle popolazioni che un tempo erano state ostili a Roma, per evitare che Roma potesse dominare l'intera Italia centro-meridionale. L'esercito che nel 295 a.C. affrontò i Romani nella battaglia di Sentino includeva un'eterogenea coalizione di Sanniti, Galli, Etruschi e Umbri. Quando l'esercito romano ottenne una convincente vittoria anche su queste forze combinate, divenne chiaro che nulla più avrebbe potuto impedire a Roma il dominio sull'Italia. E con la successiva battaglia di Populonia, nel 282 a.C., Roma pose fine alle ultime vestigia dell'egemonia etrusca sulla regione. Si aggiunga che la vittoria romana nelle tre guerre sannitiche (343-341; 326-304; 298-290 a.C.) assicurò dunque all'Urbe il controllo di buona parte dell'Italia centro-meridionale; le strategie politiche e militari attuate da Roma - quali la fondazione di colonie di diritto latino, la deduzione di colonie romane e la costruzione della via Appia - testimoniano la potenza di tale spinta espansionistica verso Sud. L'interesse per il dominio territoriale non era infatti una semplice prerogativa di alcune famiglie aristocratiche, tra cui la gens Claudia, ma investiva tutta la scena politica romana, e a esso aderiva l'intero senato assieme alla plebe. A sollecitare l'avanzata verso Sud erano infatti interessi di tipo economico e culturale; a frenarla contribuiva invece la presenza di una civiltà, quella della Magna Grecia, ad alto livello di organizzazione militare, politico e culturale, capace di resistere all'espansione romana.
Con l'inizio del terzo secolo, Roma si trovava ad essere una grande potenza dello scacchiere peninsulare, ma non era ancora entrata in attrito con le dominanti potenze mediterranee dell'epoca, Cartagine e i regni ellenistici. Roma aveva sconfitto tutte le popolazioni italiche più importanti (Etruschi e Sanniti) e dominava le città latine alleate. Tuttavia, il sud dell'Italia rimaneva ancora in mano alle colonie della Magna Grecia che erano state alleate dei Sanniti e con le quali sarebbe inevitabilmente venuta in urto quale effetto della sua continua espansione.
Non è possibile determinare con precisione quali fossero i rapporti commerciali che univano Roma con i centri della Magna Grecia, ma risulta probabile una certa compartecipazione di interessi commerciali tra l'Urbe e le città greche della Campania, testimoniata dall'emissione, a partire dal 320 a.C., di monete romano-campane. Non è tuttavia chiaro se tali intese commerciali siano state il fattore o il prodotto delle guerre sannitiche e dell'espansione romana verso Meridione, e non è dunque possibile determinare quale sia stato l'effettivo peso dei negotiatores nella politica espansionistica, almeno fino alla seconda metà del III secolo a.C. A determinare la necessità di un'espansione territoriale verso Sud erano, però, anche le esigenze della plebe rurale, che richiedeva nuove terre coltivabili che l'espansione nell'Italia centrale e settentrionale non era bastata a procurare.
Quando una disputa diplomatica tra Roma e la colonia dorica di Taranto sfociò in aperto conflitto navale con la battaglia di Thurii, Taranto invocò l'aiuto militare di Pirro, re dei Molossi dell'Epiro. Spinto dai suoi vincoli diplomatici con Taranto, e dall'ambizione personale, Pirro sbarcò sul suolo italiano nel 280 a.C., a cui si unirono alcuni dalle colonie greche e con quella parte dei Sanniti che si erano rivoltati contro il controllo romano. Nonostante una serie di sconfitte rimediate dall'esercito romano, a partire dalla battaglia di Heraclea del 280 a.C., e poi nella battaglia di Ausculum del 279 a.C., Pirro si rese conto che la sua dislocazione in Italia era insostenibile. Roma, durante la permanenza dell'esercito di Pirro in Italia, rifiutò sempre e con intransigenza ogni negoziato.
Frattanto, Roma concludeva un nuovo trattato con Cartagine, e Pirro, contro ogni sua aspettativa, trovò che nessuno degli altri popoli italici avrebbe defezionato per votarsi alla causa di Greci e Sanniti. Di fronte a una vittoria con perdite inaccettabili, per cui sarà coniato il termine di vittoria di Pirro, in ciascuno degli scontri con l'esercito romano, e nell'impossibilità di allargare il fronte delle alleanze in Italia, Pirro ripiegò dalla penisola italiana e si rivolse alla Sicilia contro Cartagine, lasciando i suoi alleati a fronteggiare l'esercito romano. Quando la campagna di Sicilia si rivelò anch'essa un fallimento Pirro, anche su richiesta dei suoi alleati italici, ritornò sul continente per misurarsi ancora una volta con Roma. Nel 275 a.C., Pirro si scontrò ancora una volta l'esercito romano nella battaglia di Benevento. Ma Roma aveva ideato nuove tattiche per fronteggiare gli elefanti da guerra, incluso l'uso del pilum, del fuoco o, come afferma una fonte, semplicemente colpendo con violenza la testa dei pachidermi. L'esito dello scontro, per quanto non decisivo, rese Pirro consapevole di quanto il suo esercito fosse depauperato e provato da anni di campagne in terra straniera: allontanatasi ai suoi occhi la speranza di future vittorie, il re epirota abbandonò completamente l'Italia. Taranto, invece, fu nuovamente assediata nel 275 a.C. e costretta alla resa nel 272 a.C.: Roma era così potenza egemone nell'Italia peninsulare, a sud dell'Appennino Ligure e Tosco-Emiliano.
Le guerre pirriche, avrebbero sortito un grande effetto su Roma, dimostratasi ora capace di misurare la propria potenza militare con quella delle potenze egemoni del Mediterraneo. Roma mosse rapidamente verso il sud dell'Italia, soggiogando e dividendo la Magna Grecia. Affermato un dominio efficace sulla penisola italiana, e forte della sua reputazione militare, Roma poté iniziare a guardare oltre, per puntare ad espandersi al di fuori della penisola italica. Considerata la barriera naturale delle Alpi a nord, e non volendo ancora misurarsi in battaglia con i fieri popoli gallici, la città rivolse lo sguardo altrove, alla Sicilia e alle isole del Mediterraneo, una linea politica che l'avrebbe portata in conflitto aperto con la sua alleata di un tempo, la città di Cartagine.

#### Alla conquista delle isole (Sicilia, Sardegna e Corsica) e della Gallia cisalpina (264 - 133 a.C.)

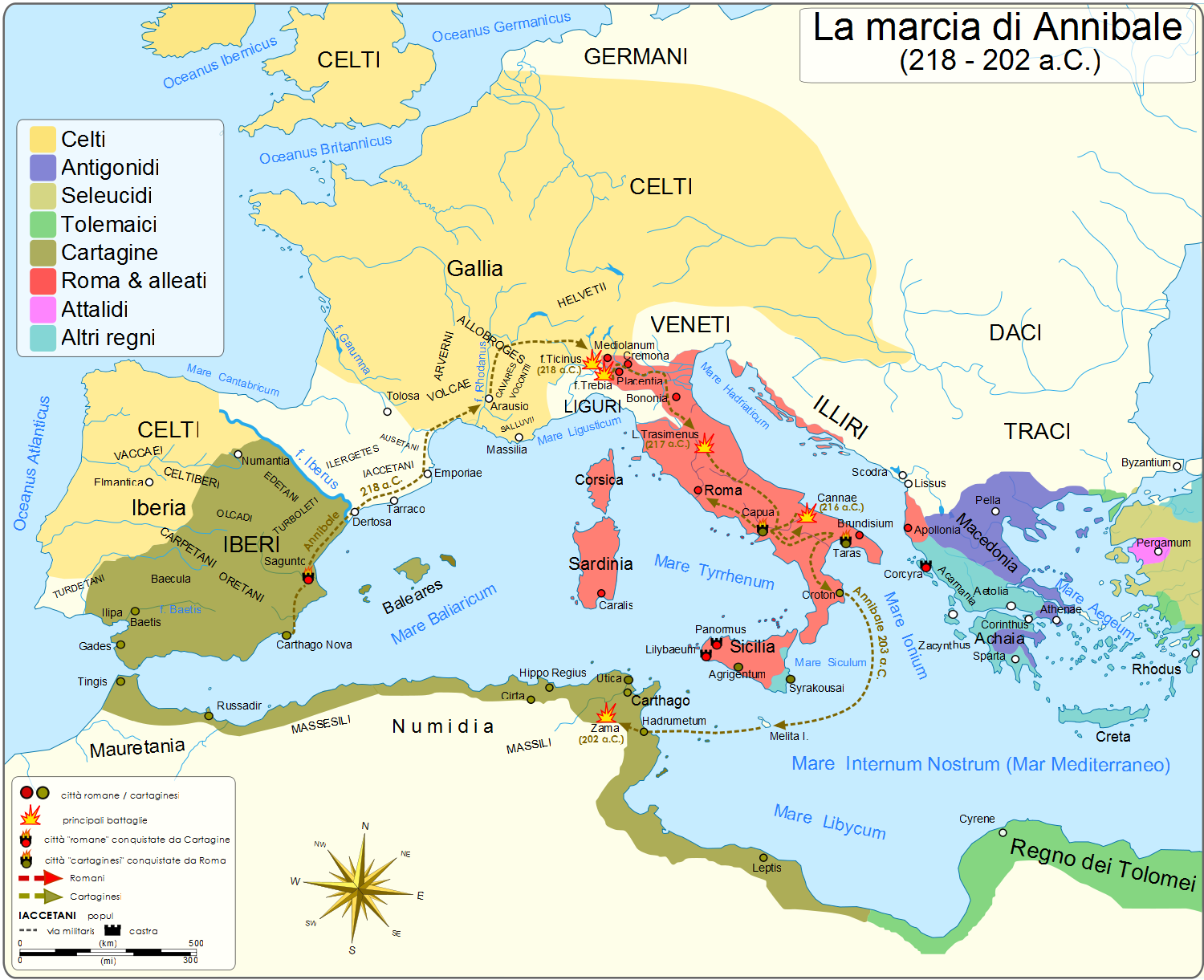
La marcia di Annibale dalle Alpi fino all'Italia meridionale (218 - 203 a.C.)

A partire poi dalla prima guerra punica (264-241 a.C.) i territori soggetti al dominio romano andarono a comprendere anche Sicilia (241 a.C.), Sardegna e Corsica (238 a.C.). Ancora nel III secolo a.C., nonostante l'opera di conquista dell'Italia da parte di Roma fosse quasi ultimata, non vi esisteva ancora un sentimento di appartenenza comune. Fu la seconda guerra punica (218-202 a.C.) a porne le basi. Quando infatti nel 219 a.C., il generale punico Annibale Barca attaccò la città di Sagunto, alleata di Roma, ma a sud dell'Ebro, il Senato romano dopo alcune esitazioni dichiarò guerra a Cartagine. Era l'inizio della seconda guerra punica. Polibio contestava le cause della guerra che lo storico latino Fabio Pittore, avrebbe individuato nell'assedio di Sagunto e nel passaggio delle armate cartaginesi del fiume Ebro. Egli riteneva si trattasse soltanto di due avvenimenti che ne sancivano l'inizio cronologico della guerra, ma non le cause profonde della stessa. La guerra fu inevitabile, solo che come scrive Polibio, la guerra non si svolse in Iberia [come auspicavano i Romani] ma proprio alle porte di Roma e lungo tutta l'Italia.
La guerra, che si protrasse per circa un ventennio (dal 219 a.C. al 202 a.C.), può a buon diritto essere considerata una specie di "guerra mondiale". Fu combattuta principalmente nei territori dell'Italia meridionale, ma vide pesantemente coinvolte anche la Spagna e il territorio metropolitano di Cartagine. Seppure alla fine vincitrice, Roma pagò comunque a caro prezzo il lungo conflitto contro Annibale. I Romani vissero per anni nell'incubo di una guerra interminabile e di un nemico alle porte che sembrava inafferrabile. Lo sforzo bellico fu pesantissimo, sul piano economico e civile: per anni intere regioni italiche furono saccheggiate e devastate dalle continue operazioni militari, con danni enormi per l'agricoltura e per i commerci, che a lungo restarono bloccati, per la pressione di Galli a nord e la presenza di Annibale a sud. Tutto ciò senza contare il pesantissimo bilancio in termini di vite umane. Nei 17 anni di guerra morirono circa 300.000 italici su una popolazione che, dopo la secessione delle regioni meridionali, era di soli 4 milioni di abitanti circa, mentre il potenziale umano mobilitato da Roma per la guerra raggiungerà in alcuni anni il 10% della popolazione, senza scendere mai sotto al 6-7%, tutte cifre che si avvicinano molto, in termini percentuali, a quelle registrate durante la prima guerra mondiale.
Dopo la sconfitta di Annibale a Zama (202 a.C.), i Romani si rivalsero sui popoli che, pur essendo sottomessi a Roma, si erano ribellati e coalizzati con Cartagine. Alcune città del sud Italia furono rase al suolo, mentre i pochi Galli rimasti nella Gallia cispadana furono completamente annientati. L'esercito romano, che si era spinto oltre il Po poco prima dell'inizio della "guerra annibalica", aveva conquistato parte dei territori della Gallia Transpadana: la battaglia di Clastidio, nel 222 a.C., valse a Roma la presa della capitale insubre di Mediolanum (Milano). Per consolidare il proprio dominio Roma creò le colonie di Placentia, nel territorio dei Boi, e Cremona in quello degli Insubri. I Galli dell'Italia settentrionale, si erano quindi ribellati in seguito alla discesa di Annibale, ma dopo la sconfitta di quest'ultimo a Zama (nel 202 a.C.), furono definitivamente sottomessi da Roma. In sostanza, mentre si combatteva la seconda guerra punica, Roma procedette a sottomettere anche i territori celti a nord degli Appennini della Gallia cisalpina (dal 222 al 200 a.C.) e poi delle limitrofe popolazioni di Veneti (a oriente) e Liguri (a occidente) fino a raggiungere la base delle Alpi. Quando infatti nel 200 a.C., i Galli in rivolta si impadronirono della colonia di Piacenza e minacciarono Cremona, Roma decise di intervenire in forze. Nel 196 a.C. Scipione Nasica vinse gli Insubri, nel 191 a.C. furono piegati i Boi, che controllavano una vasta zona tra Piacenza e Rimini. Superato il fiume Po, la penetrazione romana proseguì pacificamente: le popolazioni locali, Cenomani e Veneti, si resero conto che Roma era l'unica in grado di proteggerli dagli assalti delle altre tribù confinanti. Attorno al 191 a.C. la Gallia Cisalpina venne definitivamente occupata. L'avanzata continuò anche nella parte nord-orientale con la fondazione della colonia romana di Aquileia nel 181 a.C., come ci raccontano gli autori antichi, nel territorio degli antichi Carni. Nel 177 a.C. venne, infine, sottomessa l'Istria e nel 175 a.C. vennero soggiogati anche i Liguri Cisalpini. Pochi decenni più tardi, lo storico greco Polibio poteva personalmente testimoniare la rarefazione dei Celti in pianura padana, espulsi dalla regione o confinati in alcune limitate aree subalpine.

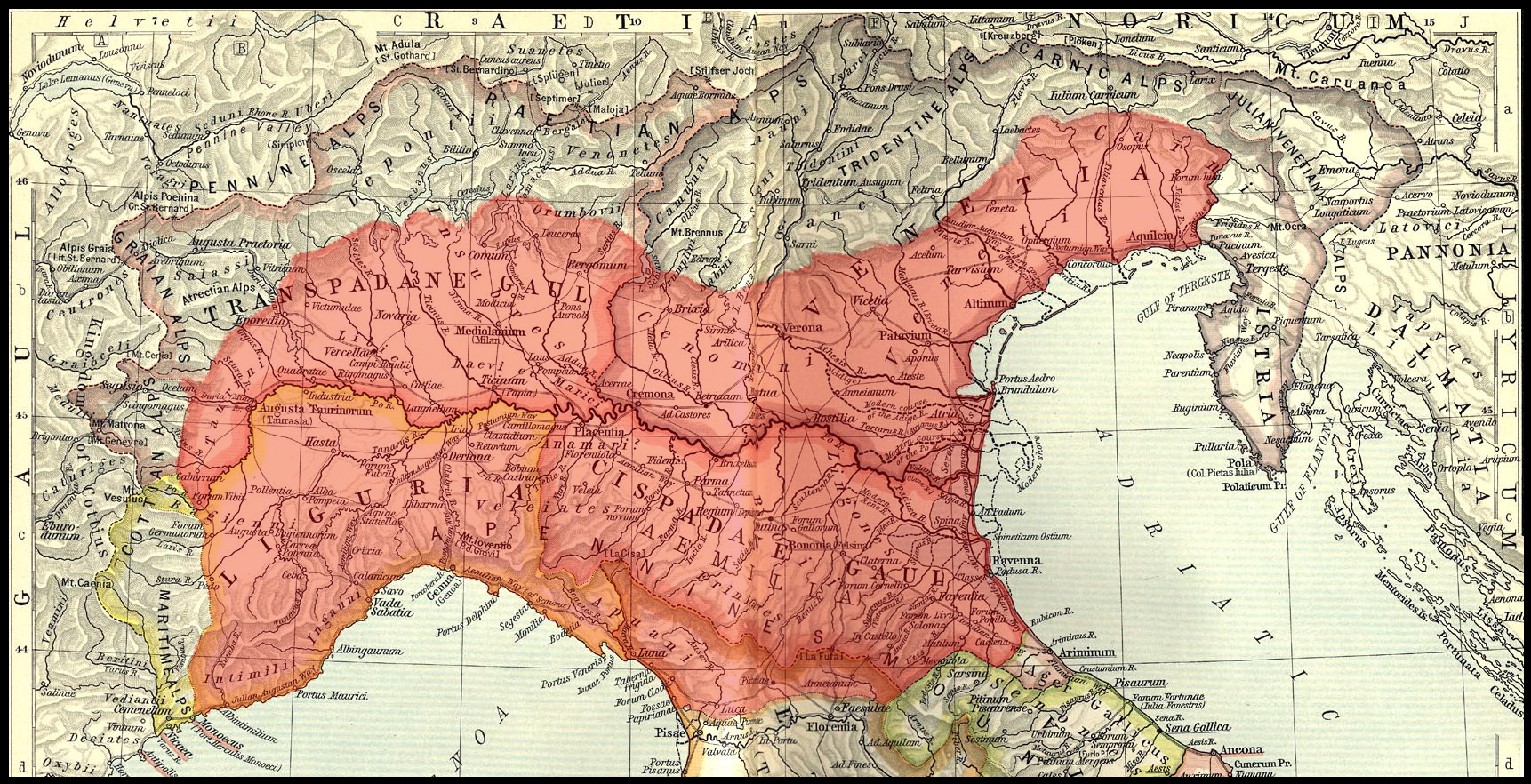
Territori della Gallia cisalpina (evidenziati in rosso trasparente) tra la fine del II e gli inizi del I secolo a.C.

Fu così che moltissime comunità, sia del nord che del sud, furono forzatamente sradicate dalla loro patria natia e deportate altrove. I Liguri Apuani, ad esempio, furono deportati in massa (47.000 persone) nel Sannio e nella Campania. Il processo di romanizzazione e di omogeneizzazione della penisola iniziò a questo punto a dare i suoi frutti. Nel Meridione, ad esempio, gli aristocratici italici iniziarono a organizzare matrimoni misti con le aristocrazie romane ed etrusche, al fine di creare intrecci coniugali che garantissero la strutturazione di legami di sangue in tutta la penisola. Questi legami ebbero talmente tanto successo che, a partire dal I secolo a.C., numerosi personaggi politici di primo piano potevano annoverare tra i loro antenati famiglie etrusche, sannite, umbre e via discorrendo.

### Isociisi ribellano e chiedono la cittadinanza romana (133 - 42 a.C.)
Il periodo che va dalle agitazioni graccane (133-121 a.C.) alla dominazione di Publio Cornelio Silla (82-78 a.C.), segnò l'inizio della crisi che, quasi un secolo dopo, portò la repubblica aristocratica al tracollo definitivo. Lo storico Ronald Syme ha chiamato il periodo di passaggio dalla Repubblica al principato augusteo, "rivoluzione romana".

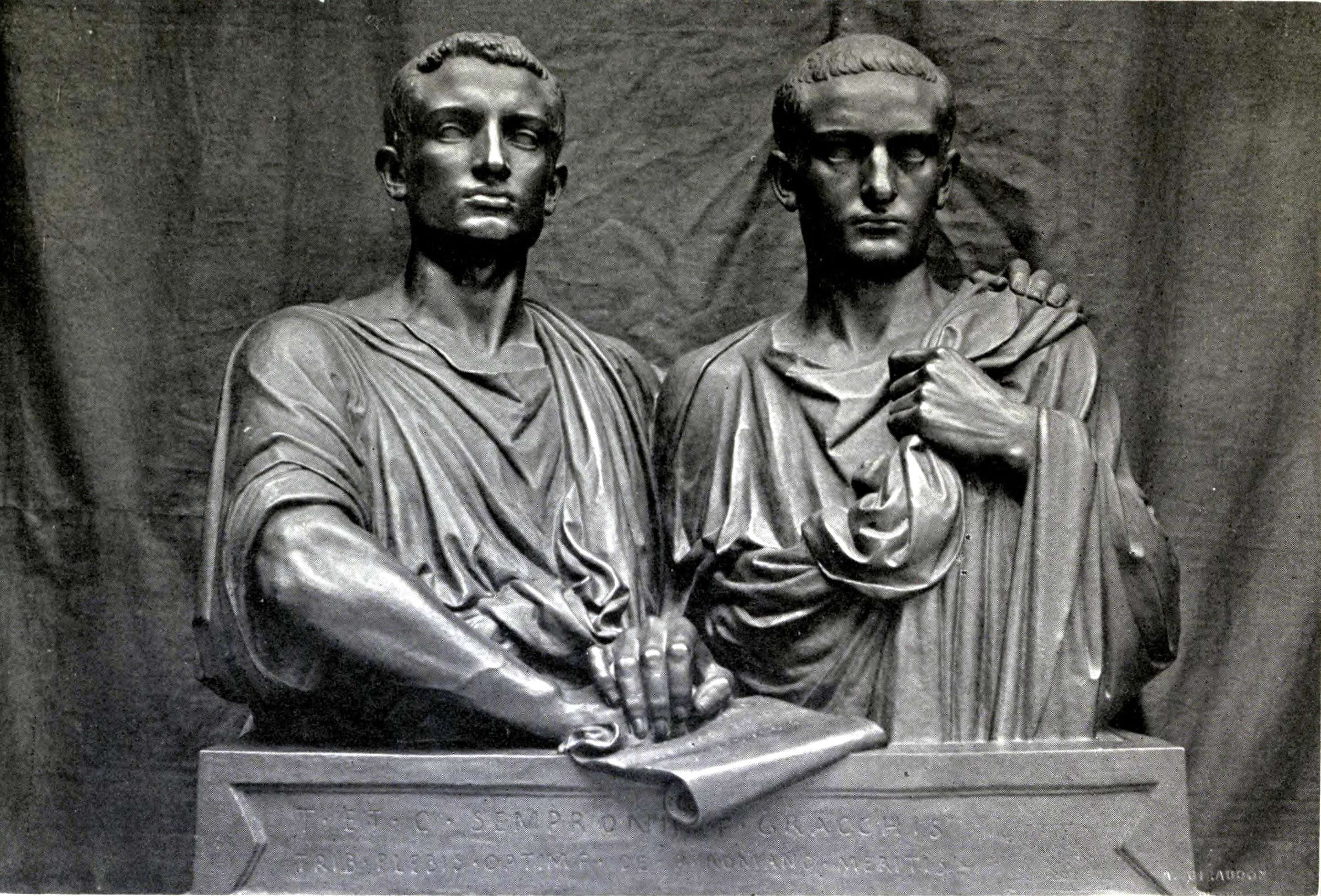
Eugene Guillaume, I Gracchi (Museo d'Orsay)

L'espansione così grande e repentina nel bacino del Mediterraneo aveva costretto la Repubblica ad affrontare problemi enormi e di vario genere: le istituzioni romane erano fino ad allora concepite per amministrare un piccolo stato, mentre le province create da dopo la prima guerra punica, si stendevano dall'Iberia, all'Africa, alla Grecia, all'Asia Minore. Ciò indusse il tribuno della plebe Tiberio Sempronio Gracco nel 133 a.C., preoccupato dalla penuria di uomini che aveva notato in varie parti d'Italia e dalla povertà di molti e convinto che in queste condizioni sarebbe stato impossibile mantenere l'ordinamento sociale che era l'ossatura dell'esercito, proponeva, mediante nuove distribuzioni di terre, di concedere quelle in eccesso ai cittadini meno abbienti, dando nuovo vigore al ceto dei piccoli proprietari agricoli, che si trovava in grave difficoltà a causa delle continue guerre. Ebbe però contro la pressione dei grandi proprietari terrieri, che estendevano i loro domini attraverso l'evizione dei coloni debitori o l'acquisto dei loro fondi. Le continue guerre in patria e all'estero, infatti, avevano da una parte costretto i piccoli proprietari terrieri ad abbandonare per lunghi anni i propri poderi per prestare servizio nelle legioni, dall'altro avevano finito per rifornire Roma (grazie ai saccheggi e alle conquiste) di una quantità enorme di merci a buon mercato e di schiavi, i quali venivano usualmente impiegati nelle aziende agricole dei patrizi romani, con ripercussioni tremende nel tessuto sociale romano, dato che la piccola proprietà terriera non era in grado di competere con i latifondi schiavistici (che producevano praticamente a costo zero). Tutte quelle famiglie che, a causa dei debiti, erano state costrette a lasciare le campagne, si rifugiarono a Roma, dove diedero vita al cosiddetto sottoproletariato urbano: una massa di persone che non avevano un lavoro, una casa e di che sfamarsi, con inevitabili e pericolose tensioni sociali del mondo italico.
L'aristocrazia senatoria, arroccandosi in una migliore difesa dei propri interessi particolari, ostacolò Tiberio, corrompendo un altro tribuno della plebe, Ottavio. Per superare l'opposizione del collega tribuno, attuata mediante il veto alle sue proposte di riforma, Tiberio, contrariamente agli usi tradizionali, si presentò nel 132 a.C. alle elezioni per essere rieletto al tribunato e poter completare le sue riforme. A questo punto, temendo un'ulteriore deriva in senso popolare del governo della Repubblica, durante le convulse fasi antecedenti le elezioni dei tribuni della plebe, una banda di senatori, guidati da Scipione Nasica, attaccò Tiberio al Campidoglio causandone la morte, assieme a trecento suoi seguaci. Otto anni dopo, il fratello di Tiberio, Gaio Sempronio Gracco, eletto tribuno della plebe dell'anno 123 a.C., ne riprese l'azione politica, spingendola su posizioni sempre più popolari ed anti-nobiliari, cercando di procurarsi il favore, oltre che dei proletari, anche dei "soci" italici (emarginati politicamente dalle conquiste) e della classe equestre. Come il fratello, riuscì a farsi eleggere al tribunato e si rese promotore di una forte battaglia politica di opposizione alla classe senatoriale. Nel 121 a.C. non riuscì però a farsi eleggere per la terza volta al tribunato, e alla fine fu accusato come nemico della repubblica. Abbandonato dai molti dei suoi sostenitori, si fece uccidere da un suo servo sul Gianicolo.

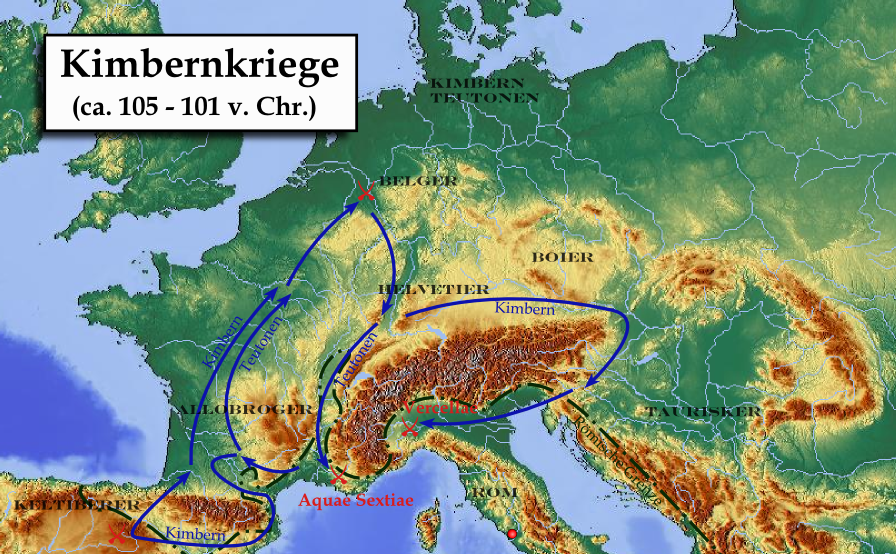
La coalizione germanica di Cimbri e Teutoni dalla Gallia muovono in direzione dell'Italia romana, dove vengono sconfitti negli anni 102-101 a.C. da Gaio Mario, nella battaglia di Vercelli, sul suolo italico.

Dopo questi accadimenti, l'Italia romana fu interessata dalle guerre cimbriche (113–101 a.C.). Le tribù germaniche dei Cimbri e dei Teutoni dal Nordeuropa migrarono fin dentro i territori settentrionali di Roma, ed entrarono in conflitto con Roma e i suoi alleati. Queste popolazioni generarono un nuovo grande timore dopo la calata dei Galli del 390 a.C. e la "guerra annibalica", tanto che l'Italia e la stessa Roma si sentirono seriamente minacciate. Nel 105 a.C. i Romani patirono una delle loro peggiori disfatte nella battaglia di Arausio, presso Orange: fu una sconfitta tremenda, quasi pari a quella della battaglia di Canne. Dopo che i Cimbri concessero una tregua ai Romani per dedicarsi al saccheggio dell'Iberia, Roma poté prepararsi con cura allo scontro finale contro queste popolazioni germaniche, riuscendo a sterminare i prima nella battaglia di Aquae Sextiae (Aix-en-Provence) ed i secondi nella battaglia di Vercelli, sul suolo italico. Le tribù furono battute e messe in schiavitù (almeno 140.000 prigionieri) e la loro minaccia allontanata.
Con la seconda metà del II secolo a.C. gli italici senza cittadinanza (socii) iniziarono a chiedere la cittadinanza romana, che però ottennero dopo una dura e sanguinosa guerra sociale nell’89 a.C. Fu l'ultimo e fondamentale passo dell'integrazione italica nel mondo romano, e dunque della conseguente fusione delle varie culture etniche in un un'unica identità politica e culturale. Gli Italici senza cittadinanza si coalizzarono contro Roma (Velleio Patercolo scrive addirittura «tutta l'Italia si levò contro Roma») e, se da un lato la coalizione italica perse la guerra, ottenne ugualmente la tanto agognata cittadinanza romana. Fu al termine di questa «grande guerra» (come la definì Diodoro Siculo), che le differenze fra l'Italia e le province si fecero più evidenti.
Contemporaneamente a tutti questi eventi, negli anni tra il 135 e il 71 a.C., si ebbero delle sollevazioni servili in Sicilia e poi sul suolo italico, che opposero gli schiavi allo stato romano. La terza sollevazione fu la più grave: le stime sul numero dei rivoltosi parlano del coinvolgimento di un numero di 120.000 o 150,000 schiavi. In quest'ultima rivolta, Spartaco, a capo dei rivoltosi, era stato addestrato come gladiatore. Nel 73 a.C., assieme ad alcuni compagni, si ribellò a Capua e fuggì verso il Vesuvio. Il numero di ribelli crebbe rapidamente fino a 70.000, composti principalmente di schiavi traci, galli e germanici. Inizialmente, Spartaco e il suo secondo in comando Crixus riuscirono a sconfiggere diverse legioni inviate contro di loro. Una volta che venne stabilito un comando unificato sotto Marco Licinio Crasso, che aveva sei legioni, la ribellione venne schiacciata nel 71 a.C. Circa diecimila schiavi fuggirono dal campo di battaglia. Gli schiavi in fuga vennero intercettati da Pompeo, aiutato dai pirati che, inizialmente, avevano promesso loro di trasportarli verso la Sicilia salvo poi tradirli, presumibilmente in base ad un accordo con Roma, che stava ritornando dalla Spagna, e 6.000 vennero crocifissi lungo la Via Appia, da Capua a Roma.
Molti storici concordano nel dire che le guerre civili romane, combattute per lo più sul suolo italico, furono una logica conseguenza di un lungo processo di decadenza delle istituzioni politiche di Roma, iniziate con gli omicidi dei Gracchi nel 133 e 121 a.C. e continuate con la riforma delle legioni di Gaio Mario, che fu il primo a ricoprire molti incarichi pubblici straordinari inaugurando un esempio che sarà seguito dai futuri aspiranti dittatori della decadente repubblica, la guerra sociale, lo scontro tra mariani e sillani conclusosi con l'instaurazione della dittatura di Lucio Cornelio Silla, nota per le liste di proscrizione emesse nel suo corso, ed infine nel primo triumvirato. Questi eventi frantumarono le fondamenta della Repubblica.
Dopo aspri dissensi con il senato, Cesare varcò in armi il fiume Rubicone, che segnava il confine tra la provincia della Gallia Cisalpina e il territorio dell'Italia; il senato, di contro, si strinse attorno a Pompeo e, nel tentativo di difendere le istituzioni repubblicane, decise di dichiarare guerra a Cesare (49 a.C.). Questo stesso anno, la cittadinanza venne estesa anche ai Galli cisalpini e ai Veneti attraverso la Lex Roscia, andando a coronare la tanto attesa integrazione sociale dell'intera penisola italica, divenendo di fatto tutti gli Italici, Romani a tutti gli effetti.

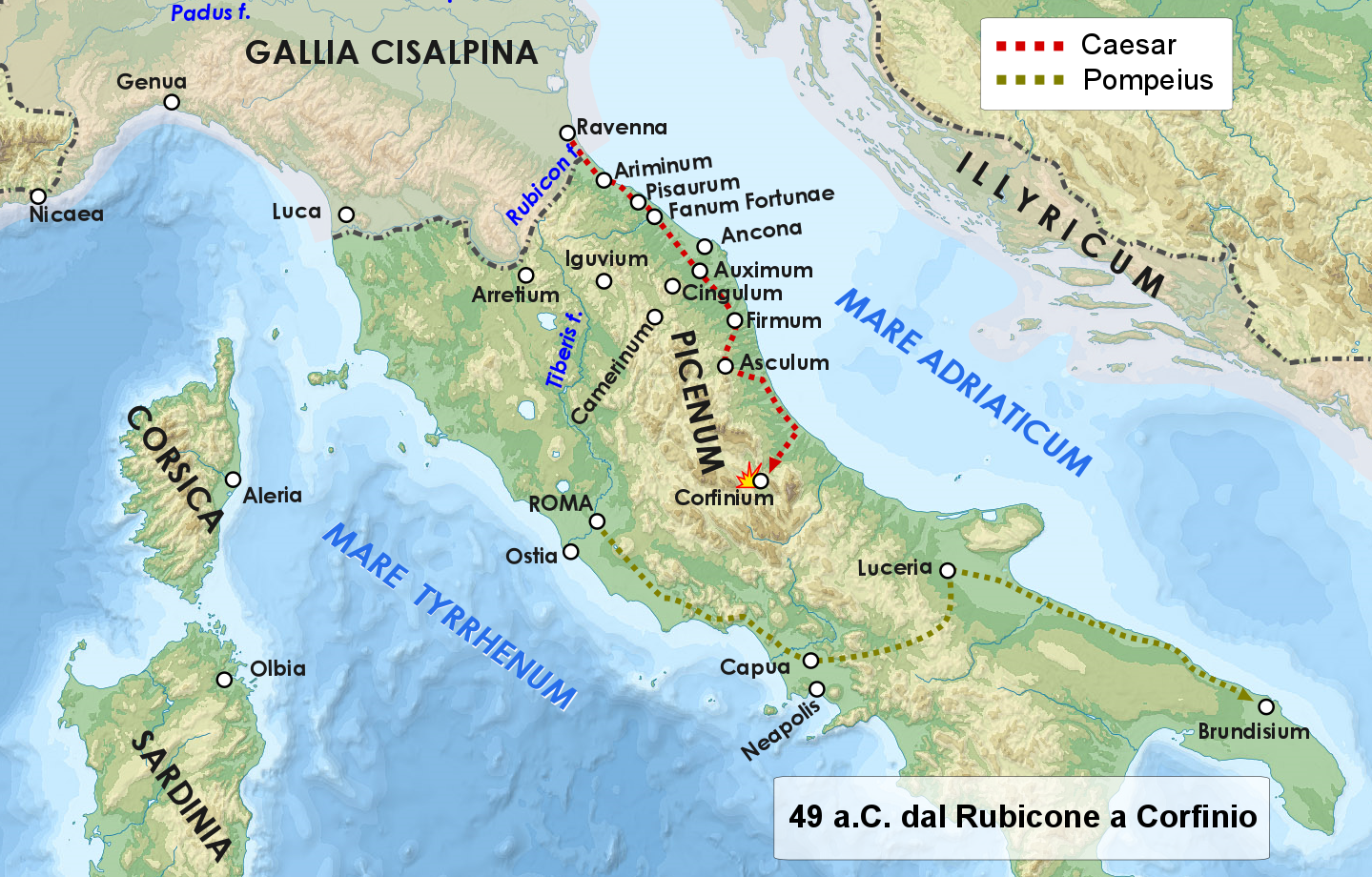
49 a.C. I movimenti di Cesare: da Ravenna a Corfinio; quelli di Pompeo: da Roma a Luceria e poi a Brundisium

Frattanto, dopo alterne vicende, Cesariani e Pompeiani si affrontarono a Farsalo, dove Cesare sconfisse irreparabilmente il rivale. Pompeo cercò quindi rifugio in Egitto, ma lì fu ucciso (48 a.C.). Anche Cesare si recò perciò in Egitto, e lì rimase coinvolto nella contesa dinastica scoppiata tra Cleopatra VII e il fratello Tolomeo XIII: risolta la situazione, riprese la guerra, e sconfisse il re del Ponto Farnace II a Zela (47 a.C.). Partì dunque per l'Africa, dove i pompeiani si erano riorganizzati sotto il comando di Catone, e li sconfisse a Tapso (46 a.C.). I superstiti trovarono rifugio in Spagna, dove Cesare li raggiunse e li sconfisse, questa volta definitivamente, a Munda (45 a.C.).
Morto Cesare in seguito a una congiura alle idi di marzo del 44 a.C., il nipote Ottaviano divenne il suo erede principale. Informato dell'uccisione del prozio, decise di tornare a Roma per reclamare i suoi diritti di figlio adottivo, oltre a quello di fregiarsi, in quanto unico figlio adottivo, del nome del defunto, divenendo così Gaio Giulio Cesare Ottaviano. Cesare lasciava, inoltre, agli abitanti di Roma trecento sesterzi ciascuno, oltre ai suoi giardini lungo le rive del Tevere (Horti Caesaris). Sbarcato a Brindisi, Ottaviano giunse a Roma il 21 maggio, dopo che i cesaricidi avevano già da più di un mese lasciato la città. Il giovane si affrettò a rivendicare il nome adottivo di Gaio Giulio Cesare, dichiarando pubblicamente di accettare l'eredità del padre e chiedendo pertanto di entrare in possesso dei beni familiari. Il Senato, e in particolare Marco Tullio Cicerone, che lo vedeva in quel momento come un principiante inesperto data la sua giovane età, pronto a essere manovrato dall'aristocrazia senatoria, e che apprezzava l'indebolimento della posizione di Antonio, approvò la ratifica del testamento. Con il patrimonio di Cesare ora a sua disposizione, Ottaviano poté reclutare un esercito privato di circa 3.000 veterani, mentre Marco Antonio, ottenuta l'assegnazione della Gallia cisalpina già affidata al propretore Decimo Bruto, si accingeva a portare guerra ai cesaricidi per recuperare il favore della fazione cesariana. In quest'occasione Cicerone scriveva ad Attico manifestando certezza sulla fedeltà di Ottaviano alla causa repubblicana, sicuro della possibilità di sfruttare le potenzialità di quel giovane rampollo per eliminare Antonio, uscito indenne (con grave dispiacere dell'oratore) dalle Idi. Svetonio sintetizzò il periodo che seguì delle guerre civili tra le varie fazioni, non solo tra Cesaricidi e Cesariani, ma anche tra quelli che erano favorevoli ad Ottaviano e quelli ad Antonio come segue:
(Svetonio, Vite dei Cesari, Augustus, 9)
E mentre una nuova guerra civile era in atto, due anni dopo la morte di Cesare (nel 42 a.C.), la nuova provincia della Gallia cisalpina fu abolita e l'Italia romana venne ad inglobare tutti i territori a sud delle Alpi, e divenne a pieno titolo parte d'Italia. Non dimentichiamo che le sue città avevano già ottenuto la cittadinanza romana da Cesare sette anni prima.

### Da Filippi (42 a.C.) alla riorganizzazione augustea (7 d.C.)

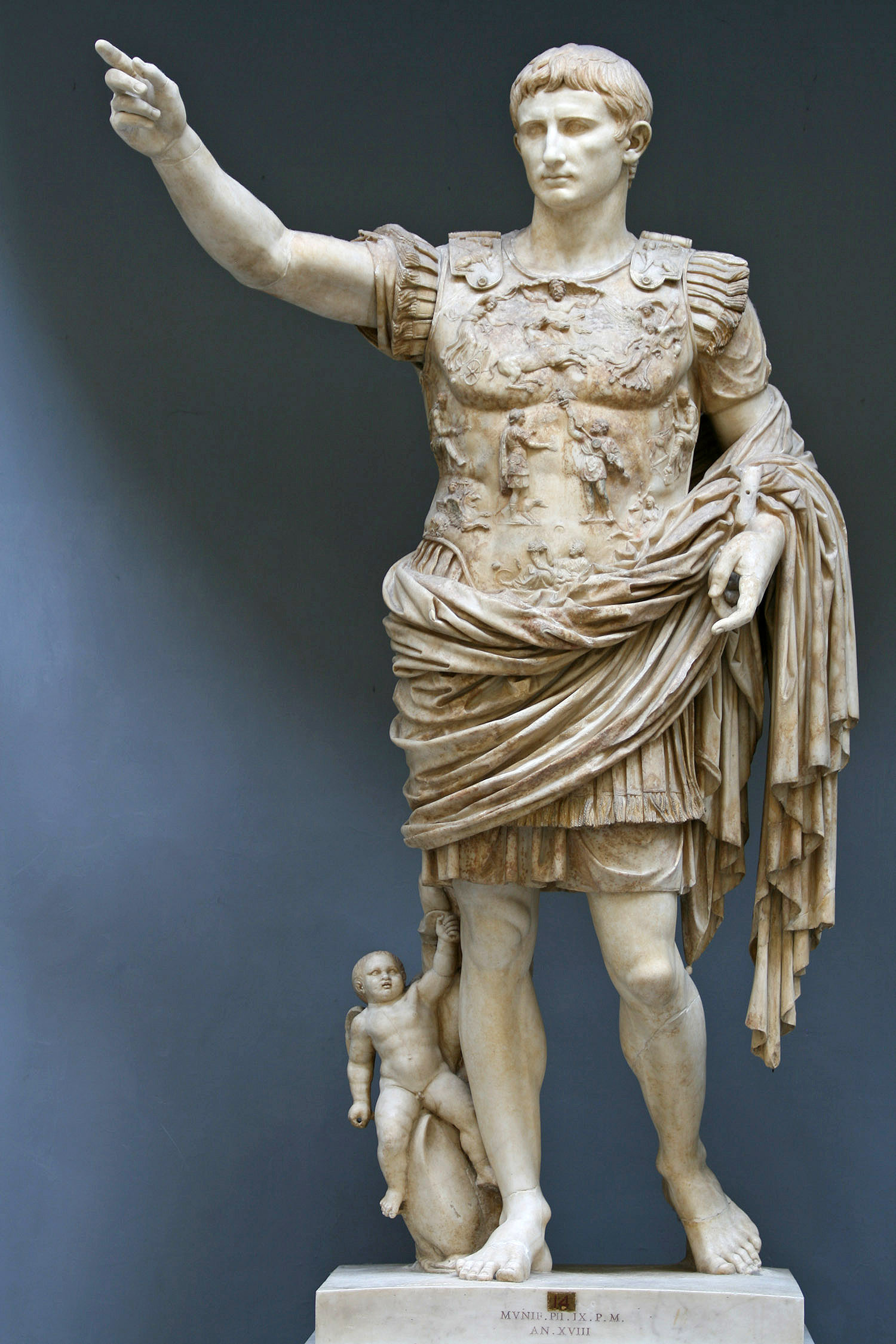
Statua di Augusto detta "Augusto di Prima Porta" o "Augusto loricato", custodita ai Musei Vaticani.

Dopo la vittoria di Ottaviano e Antonio a Filippi (42 a.C.), tra i due nacquero nuovi contrasti: Lucio Antonio, fratello di Antonio, nel 41 a.C. si ribellò a Ottaviano poiché pretendeva che anche ai veterani del fratello fossero distribuite terre in Italia (oltre ai 170.000 veterani di Ottaviano), ma fu sconfitto a Perugia nel 40 a.C.. Svetonio racconta che durante l'assedio di Perugia, mentre stava facendo un sacrificio non molto distante dalle mura cittadine, Ottaviano per poco non fu ucciso da un gruppo di gladiatori che avevano compiuto una sortita dalla città. Dopo la sconfitta di Lucio Antonio, tanto Antonio come Ottaviano decisero di non dare troppo peso all'accaduto. Alla fine anche i soldati di ambedue le fazioni si rifiutarono di combattere e i triumviri misero da parte le discordie. Con il trattato di Brindisi (settembre del 40 a.C.) si venne a una nuova divisione delle province: ad Antonio restò l'Oriente romano da Scutari, compresa la Macedonia e l'Acaia; a Ottaviano l'Occidente compreso l'Illirico; a Lepido, ormai fuori dai giochi di potere, l'Africa e la Numidia; a Sesto Pompeo fu confermata la Sicilia per metterlo a tacere, affinché non arrecasse problemi in Occidente. Il patto fu sancito con il matrimonio tra Antonio, la cui moglie Fulva era morta da poco, e la sorella di Ottaviano, Ottavia minore.
Nel 38 a.C. Ottaviano si risolse a incontrarsi a Brundisium con Antonio e Lepido per rinnovare il patto di alleanza per altri cinque anni. Nel 36 a.C., però, grazie all'amico e generale Marco Vipsanio Agrippa, Ottaviano riuscì a porre fine alla guerra con Sesto Pompeo. Quest'ultimo, grazie anche ad alcuni rinforzi inviati da Antonio, fu infatti sconfitto definitivamente presso Nauloco. La Sicilia cadde e Sesto Pompeo fuggì in Oriente, dove poco dopo fu assassinato dai sicari di Antonio. A quel punto, però, Ottaviano dovette far fronte alle ambizioni di Lepido, il quale riteneva che la Sicilia dovesse toccare a lui e, rompendo il patto di alleanza, mosse per impossessarsene con venti legioni. Sconfitto però rapidamente, dopo che i suoi soldati lo abbandonarono passando dalla parte di Ottaviano, Lepido fu infine confinato al Circeo, pur conservando la carica pubblica di pontifex maximus.
Dopo l'eliminazione graduale di tutti i contendenti nell'arco di sei anni, da Bruto e Cassio, a Sesto Pompeo e Lepido, la situazione rimase nelle sole mani di Ottaviano, in Occidente, e Antonio, in Oriente, portando un inevitabile aumento dei contrasti tra i due triumviri. Il conflitto era ora inevitabile. Mancava solo il casus belli, che Ottaviano trovò nel testamento di Antonio, in cui risultavano le sue decisioni di lasciare i territori orientali di Roma a Cleopatra VII d'Egitto e ai suoi figli, compreso Cesarione, figlio di Gaio Giulio Cesare. In seguito quando fece dichiarare nemico pubblico Antonio, il Senato di Roma dichiarò guerra a Cleopatra, ultima regina tolemaica di Egitto, sul finire del 32 a.C.. Antonio e Cleopatra furono sconfitti nella battaglia di Azio, del 2 settembre 31 a.C. e si suicidarono entrambi, l'anno successivo in Egitto.
Ottaviano era divenuto, di fatto, il padrone assoluto dello Stato romano, anche se formalmente Roma era ancora una repubblica e Ottaviano stesso non era ancora stato investito di alcun potere ufficiale, dato che la sua potestas di triumviro non era stata più rinnovata: nelle Res Gestae riconosce di aver governato in questi anni in virtù del "potitus rerum omnium per consensum universorum" ("consenso generale"), avendo per questo motivo ricevuto una sorta di perpetua tribunicia potestas (certamente un fatto extra-costituzionale). Finché questo consenso continuò a comprendere l'appoggio leale degli eserciti, Ottaviano poté governare al sicuro, e la sua vittoria costituì, di fatto, la vittoria dell'Italia sul vicino Oriente; la garanzia che mai l'impero romano avrebbe potuto trovare altrove il suo equilibrio e il suo centro al di fuori di Roma.

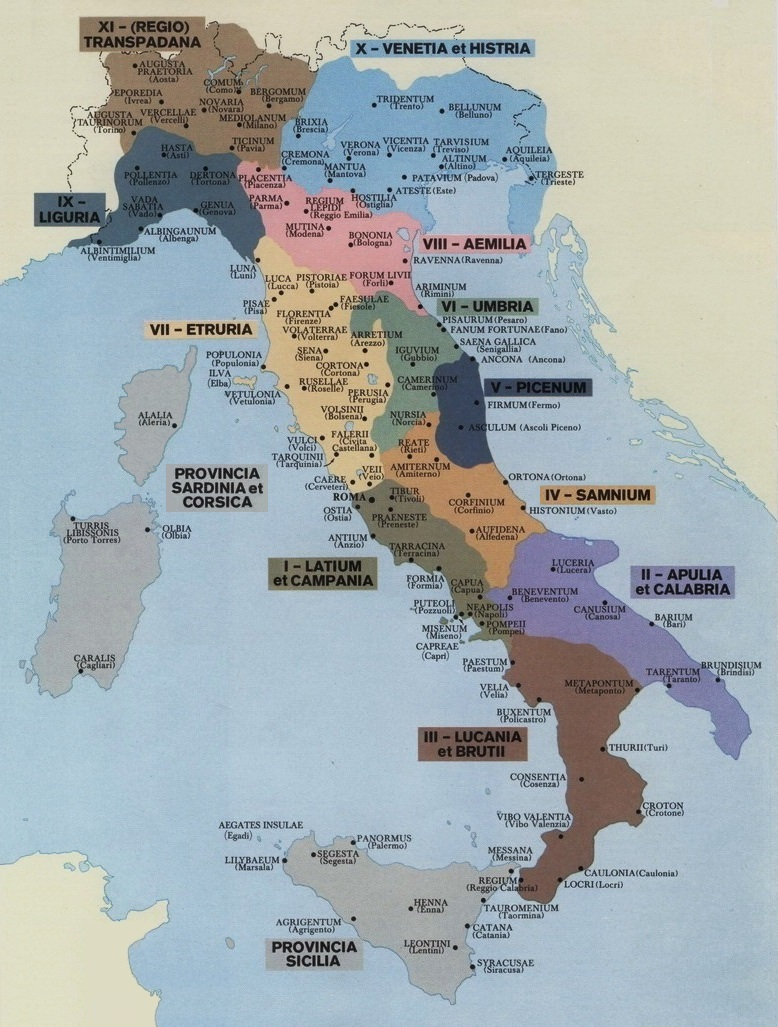
Le regioni dell'Italia al tempo di Augusto (7 d.C.)

Con la fine del periodo delle guerre civili, Ottaviano Augusto intraprese la conquista delle valli alpine (dalla Valle d'Aosta fino al fiume Arsia in Istria). In seguito alla conquista dell'intero arco alpino, divise l’Italia in 11 regioni, arricchendola di nuovi centri (7 d.C. circa). Le regioni in questione erano le seguenti:
- Regio I Latium et Campania
- Regio II Apulia et Calabria
- Regio III Lucania et Bruttii
- Regio IV Samnium
- Regio V Picenum
- Regio VI Umbria (et ager Gallicus)
- Regio VII Etruria
- Regio VIII Aemilia
- Regio IX Liguria
- Regio X Venetia et Histria
- Regio XI Transpadana

Svetonio e le Res gestae divi Augusti parlano della fondazione di ben 28 colonie. Riconobbe, in un certo qual modo, l'importanza di queste colonie, attribuendo diritti uguali a quelli di Roma, permettendo ai decurioni delle colonie di votare, ciascuno nella propria città, per l'elezione dei magistrati di Roma, facendo pervenire il loro voto nell'Urbe, il giorno delle elezioni.
Augusto rafforzò la posizione egemonica della penisola italiana e delle sue tradizioni romane e italiche. L'Italia godette per tutto il primo secolo di un prestigio ineguagliato, di forti privilegi economici e giuridici - grazie allo Ius Italicum che distingueva il suolo italiano dal Solum provinciale - e di una posizione egemonica a livello militare così come economico nell'ambito del Mar Mediterraneo. Tra i privilegi dell'Italia vi fu anche la costruzione di una fitta rete stradale, l'abbellimento delle città dotandole di numerose strutture pubbliche (fori, templi, anfiteatri, teatri, terme..) e di uffici di raccolta tributari.
Al tempo di Augusto l'Impero romano dominava su una popolazione di circa 55 milioni di persone (di cui 8-10 in Italia) su una superficie di circa 3,3 milioni di chilometri quadrati. Rispetto ai tempi moderni, la densità era piuttosto bassa: 17 abitanti per chilometro quadrato, i tassi di mortalità e natalità molto elevati e la vita media non superava i 20 anni. Solo un decimo della sua popolazione viveva nelle sue 3 000 città, più in particolare: 3 milioni circa abitavano nelle quattro città più grandi (Roma, Cartagine, Antiochia e Alessandria), di questi almeno un milione abitava nell'Urbe. Secondo calcoli approssimativi il prodotto interno lordo di quell'Impero era a quell'epoca attorno ai 20 miliardi di sesterzi e caratterizzato da vertiginose concentrazioni di ricchezze. Il reddito annuale dell'imperatore era attorno ai 15 milioni di sesterzi, quello dei 600 senatori ammontava a circa 100 milioni (0,5 per cento del Pil), il 3 per cento dei percettori di redditi godeva del 25 per cento delle ricchezze prodotte. L'Italia, centro dell'Impero augusteo, godeva di una posizione privilegiata: grazie alle nuove conquiste di Augusto poteva disporre di nuovi grandi mercati di approvvigionamento (grano, in primo luogo, proveniente dalla Sicilia, dall'Africa, dall'Egitto) e di nuovi mercati di sbocco per le proprie esportazioni di vino e olio; le terre confiscate alle popolazioni sottomesse erano immense e dalle province arrivavano tributi in moneta e in natura (bottini di guerra, milioni di schiavi, tonnellate d'oro).

### Dai Giulio-Claudi a Diocleziano (7 - 286 d.C.)

#### Da Augusto a Commodo (7 - 192 d.C.)

L'Impero romano al tempo della guerra civile romana (68-69).

La sconfitta da parte dell'esercito romano nella battaglia della foresta di Teutoburgo (nel 9), fu certamente devastante. Tre intere legioni erano state annientate, insieme a circa 5.000 ausiliari, ed al loro comandante, Publio Quintilio Varo.
(Cassio Dione Cocceiano, Storia Romana, LVI, 23, 1)
Ora era necessaria però una reazione militare immediata e decisa da parte dell'Impero romano. Non si doveva permettere al nemico germanico di prendere coraggio e di invadere i territori della Gallia e magari dell'Italia stessa, mettendo a rischio non solo una provincia ma la stessa salvezza di Roma.
(Velleio Patercolo, Historiae Romanae ad M. Vinicium consulem libri duo, II, 120.)
Ancora una volta, allo scoppio di una nuova guerra civile, anche quest'ultima venne combattuta sul suolo italico. Dopo la morte di Nerone (nel 68), Otone aveva assassinato Galba e rivendicò per sé il trono. Tuttavia anche Vitellio, governatore della provincia della Germania inferiore, mirava ad ottenere il trono e marciò su Roma con le sue truppe. Dopo una battaglia non decisiva presso Antipoli, le truppe di Vitellio attaccarono la città di Placentia (Piacenza) nell'omonima battaglia, ma furono respinte dalle guarnigioni di Otone. Otone lasciò, quindi, Roma nel marzo e marciò su Placentia per incontrare il suo avversario. Nella battaglia di locus Castorum gli otoniani ebbero la meglio sugli avversari, e le truppe di Vitellio si ritirarono a Cremona. I due eserciti si incontrarono ancora sulla Via Postumia, nella prima battaglia di Bedriaco, a seguito della quale le truppe otoniane fuggirono al loro accampamento di Betriacum, per arrendersi il giorno dopo alle forze di Vitellio. Otone accettò il verdetto della battaglia: scelse di suicidarsi piuttosto che continuare a combattere. Intanto, le forze dislocate nelle province orientali della Giudea e della Siria, avevano acclamato Vespasiano imperatore, seguite dagli eserciti dislocati sulle provincie danubiane di Raetia e Moesia. Gli eserciti di Vespasiano e Vitellio si scontrarono nella seconda battaglia di Bedriaco, dopo la quale le truppe di Vitellio furono ricacciate negli accampamenti fuori Cremona, che furono presi. Quindi, le truppe di Vespasiano attaccarono la stessa Cremona, che capitolò.
L'integrazione progressiva delle province nell'Impero romano, grazie all'estensione progressiva della cittadinanza, il loro progresso culturale e il loro sviluppo economico e sociale, ridusse poco a poco la posizione di forza dell'Italia. Le province, facendo fronte comune, cercarono col tempo di ottenere maggiori diritti e di eliminare i privilegi italici. A partire dal II secolo il processo di romanizzazione delle province, e in parte l'integrazione progressiva delle loro élite in seno agli ordini equestri e senatoriali, ridusse via via il carattere egemonico dell'Italia: anche se gli Italici continuavano a mantenere la maggioranza assoluta dei membri del senato fino alla fine del secolo, l'entrata dei provinciali ne modificò la distribuzione del peso politico. Non dimentichiamo che a partire dal II secolo, Roma vide una serie di imperatori romani provenienti da famiglie di provinciali, discendenti da antichi coloni italici: Traiano (98-117), Adriano (117-138) e Marco Aurelio (161-180) originari della Spagna, Antonino Pio (138-161) della Gallia Narbonese.

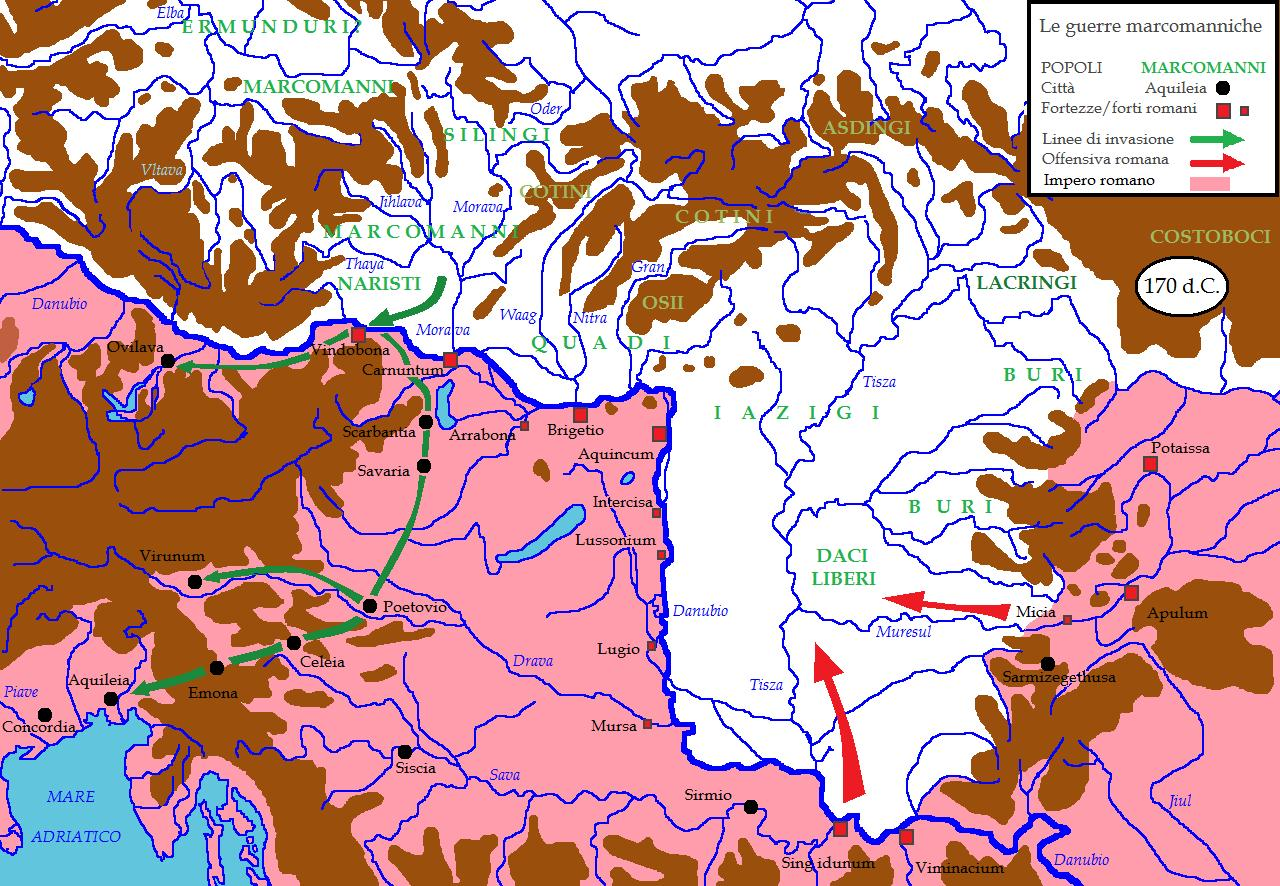
Guerre marcomanniche: lo sfondamento del limes danubiano da parte della coalizione germanica capeggiata da Quadi e Marcomanni (nel 170).

Nel 166/167, avvenne il primo scontro lungo le frontiere della Pannonia, ad opera di poche bande di predoni Longobardi e Osii, che, grazie al pronto intervento delle truppe di confine, furono prontamente respinte. La pace stipulata con le limitrofe popolazioni germaniche a nord del Danubio fu gestita direttamente dagli stessi imperatori, Marco Aurelio e Lucio Vero, ormai diffidenti nei confronti dei barbari aggressori e recatisi per questi motivi fino nella lontana Carnuntum (nel 168). La morte prematura del fratello Lucio (nel 169 poco distante da Aquileia), ed il venir meno ai patti da parte dei barbari (molti dei quali erano stati "clienti" fin dall'epoca di Tiberio), portò una massa mai vista prima d'allora, a riversarsi in modo devastante nell'Italia settentrionale fin sotto le mura di Aquileia, il cuore della Venetia. Enorme fu l'impressione provocata: era dai tempi di Mario che una popolazione barbarica non assediava dei centri del nord Italia. Si racconta che, mentre Marco Aurelio lanciava una nuova e massiccia offensiva romana al di là del Danubio in territorio sarmatico contro gli Iazigi (dal latino expeditio Sarmatica), una grossa coalizione di tribù germaniche, capeggiata da Ballomar, re dei Marcomanni, sfondava il limes Pannonicus e batteva un esercito di 20.000 armati in una località che si presume sia stata lungo la cosiddetta via dell'Ambra, forse nei pressi di Carnuntum. L'ondata barbara si riversò, quindi, sia nel vicino Norico compiendo incursioni fino ad Ovilava, mentre il ramo più numeroso discese, appunto, la via dell'ambra, percorse la Pannonia e, passando per Savaria, Poetovio ed Emona, giunse nell'Italia settentrionale, arrivando ad assediare Aquileia e distruggendo Opitergium.
L'invasione delle popolazioni suebe costrinse Marco Aurelio a far ritorno in tutta fretta in Italia, poiché gli invasori erano riusciti a penetrare nel cuore dell'Impero, mentre il grosso delle forze romane era impegnato in un altro settore del Limes. Le popolazioni germaniche erano state abili nello scegliere il momento opportuno per sferrare l'attacco. Ancora una volta Marco Aurelio scelse come suo principale collaboratore, Tiberio Claudio Pompeiano, a cui fu affidato il compito di bloccare l'invasione dell'Italia e ripulirne i territori circostanti, e Pertinace (il futuro imperatore) il migliore tra i suoi principali assistenti. Aquileia fu liberata dopo uno scontro sul suolo italico, dove i Romani ottennero una determinante vittoria sui Germani. Costretto a contrastare i barbari invasori in più zone del Limes, Marco Aurelio fu costretto a creare ex novo un grande distretto militare ai confini nord-orientali dell'Italia: la cosiddetta praetentura Italiae et Alpium, al fine di prevenire nuove possibili invasioni di genti germaniche sul suolo italico. Essa comprendeva le Alpi Giulie, ampie zone delle province di Raetia, Pannonia e Noricum. Il comando del distretto fu affidato a Quinto Antistio Advento Postumio Aquilino, che ricoprì la carica di legatus Augusti ad praetenturam Italiae et Alpium expeditione Germanica.

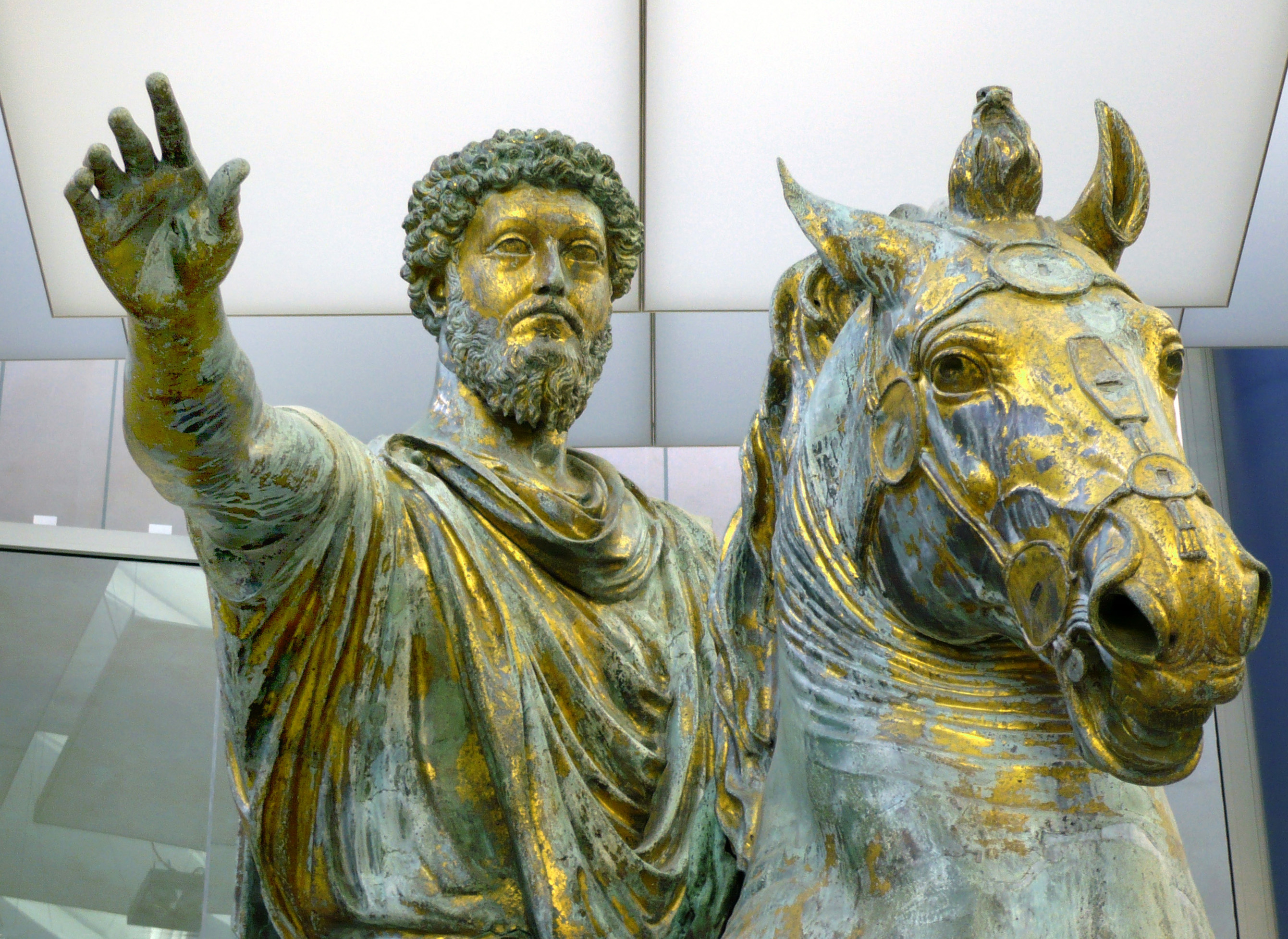
Statua equestre di Marco Aurelio (Roma, Musei capitolini)

Marco sapeva che Marcomanni e Quadi ormai costituivano il principale avversario da combattere. I Sarmati Iazigi della piana ungherese potevano aspettare. L'imperatore filosofo combatté, quindi, negli anni successivi una lunga ed estenuante guerra contro le popolazioni barbariche, contrattaccando con una massiccia offensiva in territorio germanico, che richiese diversi anni di scontri, fino al 175. Questi avvenimenti costrinsero lo stesso imperatore a risiedere per numerosi anni lungo il fronte pannonico, senza mai far ritorno a Roma. La tregua apparentemente sottoscritta con queste popolazioni, in particolare Marcomanni, Quadi e Iazigi, durò però solo un paio d'anni. Alla fine del 178 l'imperatore Marco Aurelio era costretto a fare ritorno nel castrum di Brigetio da dove, nella successiva primavera del 179, fu condotta l'ultima campagna. La morte dell'imperatore romano nel 180 pose presto fine ai piani espansionistici romani e determinò l'abbandono dei territori occupati della Marcomannia e la stipula di nuovi trattati con le popolazioni "clienti" a nord-est del medio Danubio.
In conclusione, il secondo secolo è certamente per l'Italia un secolo di transizione e di indietreggiamento della sua preminenza politica, ma non il secolo del declino che la storiografia vi ha letto fino agli anni '70, seguendo, tra le varie tesi, quelle di M. Rostovtseff. Il vero declino sarebbe arrivato nei secoli successivi. Con Settimio Severo e i successori la situazione peggiora ulteriormente: le condizioni dell'Italia sono depresse; considerando un'anomalia la sua posizione privilegiata, lo stesso Severo abolisce per sempre il reclutamento particolare dei pretoriani che rappresentavano l'ultima formazione di tradizione romano-italica nell'esercito romano. Dal 193 in avanti l'ingresso nelle coorti pretorie sarà aperta ai legionari di frontiera, i più meritevoli e fidati, al contempo viene installata in Italia, per la prima volta all'epoca repubblicana, una legione con dei castra permanenti ad Albano, la Legio II Parthica. Le posizioni erano rovesciate: mentre durante la repubblica e il principato erano le province a fornire il denaro, e l'Italia gli uomini per l'esercito, ora il reclutamento cessa quasi del tutto in Italia, anche a livello di quadri ufficiali equestri, mentre aumenta la tassazione. Al contrario si afferma come fondamentale bacino di reclutamento l'area danubiana. Dal punto di vista amministrativo con Caracalla abbiamo la nomina del primo Corrector Italiae, una carica ripresa con intermittenza nel III secolo e che ebbe la sua trasformazione e sostituzione definitiva con Diocleziano.

#### Dai Severi a Diocleziano (193-286 d.C.)

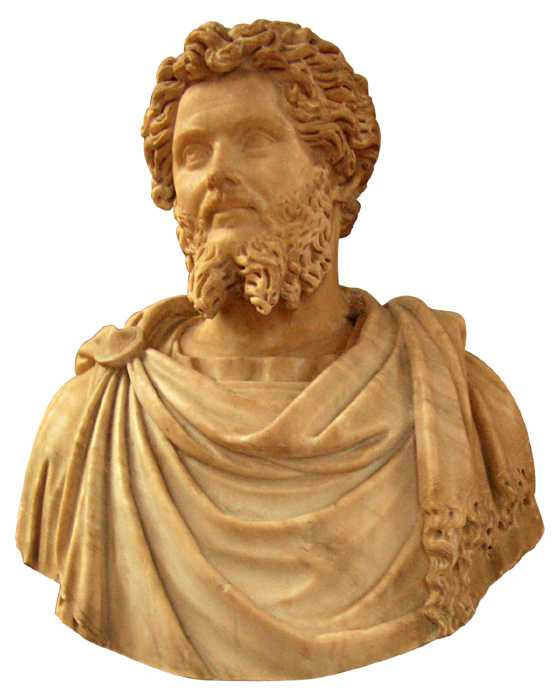
Busto di Settimio Severo.

Nel 193, dopo l'assassinio di Pertinace (28 marzo), i pretoriani, guidati da Quinto Emilio Leto indissero un'asta per aggiudicare l'impero a chi pagava di più. L'asta venne vinta dal senatore Didio Giuliano, che venne dichiarato imperatore dal senato romano. Ma il modo in cui si era guadagnato il trono indispose il governatore della Britannia, Clodio Albino, che schierò cinque legioni sconfiggendo poco dopo due legioni leali a Giuliano, il governatore della Siria Pescennio Nigro, che schierò sette legioni orientali e che conquistò Bisanzio preparandosi ad entrare in Tracia, ma a precederlo fu Settimio Severo, governatore della Pannonia superiore, che riuscì ad avere dalla sua un esercito di ben nove legioni, con le quali invase l'Italia. Giuliano, confuso e impreparato, si legò Albino come Cesare, poi fece giustiziare Leto, sospettato di essere in accordo con Severo che, nella sua avanzata conquistò Aquileia e molte altre città, costringendo le truppe di Giuliano ad arrendersi. La campagna in Italia fu praticamente incruenta, e Giuliano venne ucciso poco dopo. Severo si fece quindi dichiarare imperatore e confermo la carica di Cesare ad Albino, mentre si apprestava ad affrontare Nigro.
La frontiera danubiana rimase relativamente tranquilla per circa un trentennio fino a Caracalla, quando nuove minacce per l'Impero romano, sempre da parte di Germani e Sarmati, furono causate principalmente da un cambiamento nella struttura tribale della loro società rispetto ai precedenti secoli: la popolazione, sottoposta all'urto di altri popoli barbarici provenienti dalla Scandinavia e dalle pianure dell'Europa orientale, necessitava di una struttura organizzativa più forte, pena l'estinzione delle tribù più deboli. Da qui la necessità di aggregarsi in federazioni etniche di grandi dimensioni, come quelle di Alemanni, Franchi e Goti, per difendersi da altre bellicose popolazioni barbariche o per meglio aggredire il vicino Impero romano, la cui ricchezza faceva gola. Per altri studiosi, invece, oltre alla pressione delle popolazioni esterne, fu anche il contatto ed il confronto con la civiltà imperiale romana (le sue ricchezze, la sua lingua, le sue armi, la sua organizzazione) a suggerire ai popoli germanici di ristrutturarsi ed organizzarsi in sistemi sociali più robusti e permanenti, in grado di minacciare seriamente l'Impero.
Roma, dal canto suo, ormai dal I secolo d.C. provava ad impedire la penetrazione dei barbari trincerandosi dietro una linea continua di fortificazioni estesa tra il Reno e il Danubio e costruita proprio per contenere la pressione dei popoli germanici.
Nel III secolo, quindi, Roma dovette affrontare numerose scorrerie all'interno dei confini dell'Impero. Tali invasioni erano condotte principalmente per fini di saccheggio e di bottino più che di occupazione vera e propria del territorio. A muoversi, infatti, erano più o meno numerose orde di guerrieri che per lo più lasciavano alle loro spalle, nei territori dove si erano stabiliti immediatamente al di là del Limes, le famiglie e gli accampamenti delle tribù; dopo una o due stagioni di razzie, facevano rientro alle basi, non curandosi di creare colonie stabili nel territorio romano. Non si trattava, quindi, ancora di spostamenti di massa di intere popolazioni come quelli che si sarebbero verificati nei secoli successivi, quando l'irruzione degli Unni nello scacchiere europeo avrebbe indotto molte tribù germaniche a cercare nuove sedi d'insediamento all'interno dell'Impero romano.
Lo sfondamento del limes renano-danubiano fu favorito anche dalla grave crisi interna che travagliava l'Impero romano. Roma, infatti, attraversava un periodo di grande instabilità interna, causata dal continuo alternarsi di imperatori ed usurpatori (la cosiddetta anarchia militare). Le guerre interne non solo consumavano inutilmente importanti risorse negli scontri tra i vari contendenti, ma - cosa ben più grave - finivano proprio per sguarnire le frontiere, facilitando lo sfondamento da parte delle popolazioni barbariche che si trovavano lungo il limes.
Le invasioni del III secolo, secondo tradizione, ebbero inizio con la prima incursione condotta della confederazione germanica degli Alemanni nel 212 sotto l'imperatore Caracalla.
Nel 249 il generale Decio, che l'anno precedente aveva fermato l'invasione dei Carpi, venne proclamato imperatore dalle armate pannonico-mesiche, si diresse in Italia, portando con sé buona parte delle truppe di confine, e presso Verona riuscì a battere l'esercito di Filippo l'Arabo, che morì insieme a suo figlio. Ma l'aver sguarnito le difese dell'area balcanica permise, ancora una volta, a Goti e Carpi di riversarsi nelle province di Dacia, Mesia inferiore e Tracia. Pochi anni più tardi nel 253, l'aspirante alla porpora imperiale, Treboniano Gallo, chiese aiuto a Valeriano, nominandolo governatore della Rezia; e quando Emiliano fu proclamato imperatore dalle truppe danubiane, marciò contro l'Italia. A sua volta Valeriano marciò verso sud dalla Rezia, portando con sé le truppe renane, ma non fece in tempo a salvare Gallo, sconfitto da Emiliano e ucciso dai propri uomini; le truppe di Valeriano, però, rifiutarono di riconoscere il vincitore e acclamarono il proprio generale imperatore. Nel tardo luglio/metà settembre 253, gli eserciti di Valeriano ed Emiliano si scontrarono, ma i soldati di Emiliano decisero di abbandonarlo e lo uccisero forse a Spoleto presso un ponte, detto dei Sanguinarii, o in una località tra Oricolum e Narnia.
Nel 258-260, Eutropio racconta di una nuova incursione germanica (forse di Marcomanni) che raggiunse Ravenna prima di essere fermata, proprio mentre l'imperatore Valeriano era impegnato sul fronte orientale contro i Sasanidi di Sapore I. E sempre nel 260, gli Alemanni, che avevano sfondato il limes retico e attraversato il Passo del Brennero, si erano spinti in Italia, dove furono intercettati e battuti dalle armate di Gallieno nei pressi di Milano. L'imperatore sembra non avesse potuto intervenire prima lungo il fronte germanico-retico a causa della contemporanea crisi orientale, che vide coinvolto il proprio padre, Valeriano, catturato dai Sasanidi di Sapore I nella tarda estate.
Nel 268, Gallieno fu costretto a tornare in Italia per assediare a Mediolanum (Milano) l'usurpatore Aureolo, che aveva tentato di usurpargli il trono. E sempre nel corso di questo anno, gli Alemanni riuscirono ancora una volta a penetrare nell'Italia settentrionale attraverso il passo del Brennero, approfittando dell'assenza dell'esercito romano, impegnato a fronteggiare sia la devastante invasione dei Goti in Mesia, Acaia, Macedonia, Ponto ed Asia, sia l'usurpatore Aureolo, che si era fortificato a Milano. L'accorrere successivo dell'esercito romano di Claudio II il Gotico (il nuovo imperatore che aveva assistito alla capitolazione di Aureolo), costrinse gli Alemanni ad interrompere le loro scorrerie ed a trattare il loro ritiro dal suolo italico. Il mancato accordo costrinse Claudio a combatterli: riportò la vittoria decisiva in novembre, nella battaglia del lago Benaco (il lago di Garda) che, come racconta Aurelio Vittore, permise la loro definitiva cacciata dall'Italia settentrionale con gravissime perdite. Si racconta, infatti, che più della metà dei barbari perirono nel corso della battaglia.
Nel novembre del 270, mentre Aureliano, il nuovo imperatore, si trovava a Roma, per ricevere dal Senato in modo ufficiale i pieni poteri imperiali, una nuova invasione generò il panico, questa volta nelle province di Pannonia superiore ed inferiore, che evidentemente Aureliano aveva sguarnito per recarsi in Italia a respingere l'invasione degli Iutungi. Si trattava questa volta dei Vandali Asdingi, insieme ad alcune bande di Sarmati Iazigi. Anche in questa circostanza il pronto intervento dell'imperatore in persona costrinse queste popolazioni germano-sarmatiche a capitolare ed a chiedere la pace. Aureliano costrinse i barbari a fornire in ostaggio molti dei loro figli, oltre ad un contingente di cavalleria ausiliaria di duemila uomini, in cambio del ritorno alle loro terre a nord del Danubio. Per questi successi ottenne l'appellativo di Sarmaticus maximus.
Era appena cessata questa minaccia, che già una nuova si profilava all'orizzonte (nel 271). Questa volta si trattava di un'importante invasione congiunta di Alemanni, Marcomanni e forse di alcune bande di Iutungi (Dessippo parla esplicitamente di una nuova invasione degli Iutungi, che ancora flagellava il suolo italico). Aureliano, anche questa volta, fu costretto ad accorrere in Italia, ora che questi popoli avevano già forzato i passi alpini. Raggiunta la Pianura padana a marce forzate percorrendo la via Postumia, fu inizialmente sconfitto dalla coalizione dei barbari presso Piacenza, a causa di un'imboscata.
(Historia Augusta, Aureliano, 21.1-3.)
Nel prosieguo della campagna, i barbari però, per avidità di bottino, si divisero in numerose bande armate, sparpagliate nel territorio circostante. Aureliano, radunate nuovamente le armate dopo la sconfitta subita e deciso a seguirli nella loro marcia verso sud, riuscì a ribaltare le sorti della guerra. I barbari infatti avevano continuato a saccheggiare le città della costa adriatica come Pesaro e Fano. Non molto distante da quest'ultima città, lungo la via Flaminia sulle sponde del fiume Metauro, l'imperatore riuscì a batterli una prima volta e poi una seconda volta, in modo risolutivo, sulla strada del ritorno nei pressi di Pavia. In seguito a quest'ultima invasione, si provvedette (fu forse al tempo di Diocleziano) a sbarrare la strada a possibili e future invasioni, fortificando il corridoio che dalla Pannonia e dalla Dalmazia immette in Italia attraverso le Alpi Giulie: il cosiddetto Claustra Alpium Iuliarum.
Fu grazie anche alla divisione, interna e provvisoria, dello Stato romano in tre parti (ad occidente l'impero delle Gallie, al centro Italia, Illirico e province africane, ad oriente il Regno di Palmira) che l'Impero riuscì a salvarsi da un definitivo tracollo e smembramento. Ma fu solo dopo la morte di Gallieno (268), che un gruppo di imperatori-soldati di origine illirica (Claudio il Gotico, Aureliano e Marco Aurelio Probo) riuscì infine a riunificare l'Impero in un unico blocco, anche se le guerre civili che si erano susseguite per circa un cinquantennio e le invasioni barbariche avevano costretto i Romani a rinunciare sia alla regione degli Agri decumates (lasciata agli Alemanni nel 260 circa), sia alla provincia della Dacia (256-271), sottoposta alle incursioni dei Carpi, dei Goti Tervingi e dei Sarmati Iazigi.
Nel 282, alla morte dell'imperatore Marco Aurelio Probo, le popolazioni sarmatiche degli Iazigi, che pochi anni prima erano state sottomesse, si unirono ai Quadi e ripresero le ostilità, sfondando il limes pannonico e mettendo in pericolo l'Illirico, la Tracia la stessa Italia.
Le difficoltà del III secolo e le riforme dioclezianee e costantiniane mettono definitivamente fine alla supremazia italica, sebbene il ricordo del prestigio passato continui a mantenersi. Ancora nel panegirico a Massimiano collega di Diocleziano, l'Italia è ricordata per il suo passato glorioso, ma viene anche affermato che nel periodo di composizione del testo era la Pannonia a possedere le virtù belliche. L'allontanamento degli imperatori, la fondazione della nuova capitale in Oriente, Costantinopoli, e le divisioni nate dalle invasioni barbariche accompagnano un'Italia ormai impoverita e divisa all'ingresso nell'Alto Medioevo.

### Diocesi d'Italia dalla tetrarchia alla fine dell'Occidente romano (286 - 476 d.C.)

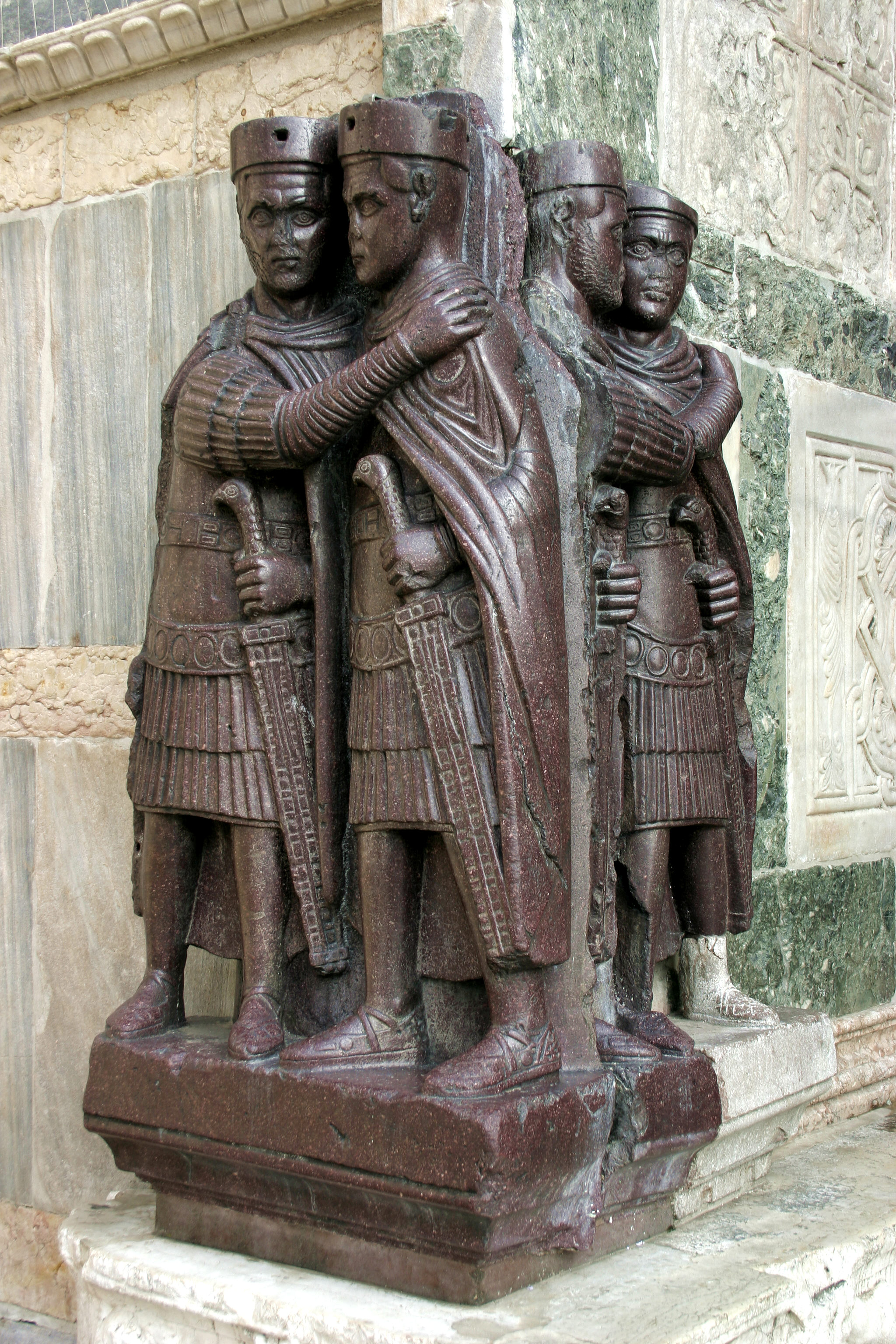
I tetrarchi (scultura di porfido, Basilica di San Marco, a Venezia)

In epoca tardo-antica Roma e l'Italia smisero di essere la residenza abituale degli imperatori, venendo parificate alle province. Questo cambiamento fu dovuto principalmente ad esigenze di carattere militare-difensivo: gli imperatori trovavano più convenienti per fronteggiare più rapidamente le minacce militari residenze vicine alle frontiere, come Milano, Treviri, Sirmio e Costantinopoli. Basti pensare che l'Imperatore Costantino I, che regnò per 31 anni, visitò l'Italia solo cinque volte, due delle quali per celebrare decennalia e vicennalia, per un ammontare complessivo di 23 mesi di permanenza nella penisola. Costantino risiedeva principalmente in città prossime al limes, tra le quali spiccava Costantinopoli.
Inoltre, nel corso del III secolo, il crollo demografico dovuto alla peste antonina e la crescita delle spese belliche indussero gli imperatori a ridurre gradualmente i privilegi dell'Italia, soprattutto quelli fiscali, finché non fu parificata alle province sotto Diocleziano. Caracalla istituì nella penisola la carica di corrector totius Italiae, un funzionario di rango senatorio attivo durante crisi particolari. Sotto l'Imperatore Probo la penisola fu divisa in due parti (Italia transpadana e Italia cispadana), ognuna sotto la giurisdizione di un corrector Italiae, che divenne una carica permanente, non più attiva soltanto nelle situazioni di crisi. I due correctores Italiae erano di rango senatorio, esattamente come l'antesignana carica di corrector totius Italiae. Il corrector dell'Italia transpadana provvedeva a rifornire gli eserciti e la corte imperiale di stanza nel nord della penisola, vicino alle frontiere minacciate, mentre il corrector dell'Italia cispadana doveva approvvigionare la plebe romana. I correctores furono probabilmente introdotti quali misura transitoria in vista dell'introduzione definitiva anche nell'Italia romana dei metodi di esazione delle imposte già adoperati nelle province.
Con la riforma amministrativa voluta da Diocleziano negli ultimi anni del III secolo e poi perfezionata da Costantino all'inizio del IV secolo, l'Impero romano venne diviso in dodici diocesi. L'Italia, fino a Diocleziano, aveva conservato la divisione augustea in 11 regioni; ma l'autonomia municipale aveva ingenerato disordine finanziario. Perciò gli imperatori decisero di esercitarvi un maggiore controllo. Diocleziano costituì quindi una diocesi Italiciana e la ripartì in province, adeguando amministrativamente il territorio della penisola a quello del resto dell'impero. Abolì inoltre i privilegi fiscali degli Italici imponendo loro il pagamento di un tributo, inizialmente tollerabile, poi sempre più gravoso, come attesta il De Caesaribus di Aurelio Vittore:
(Aurelio Vittore, Liber de Caesaribus, 39, 30-32.)

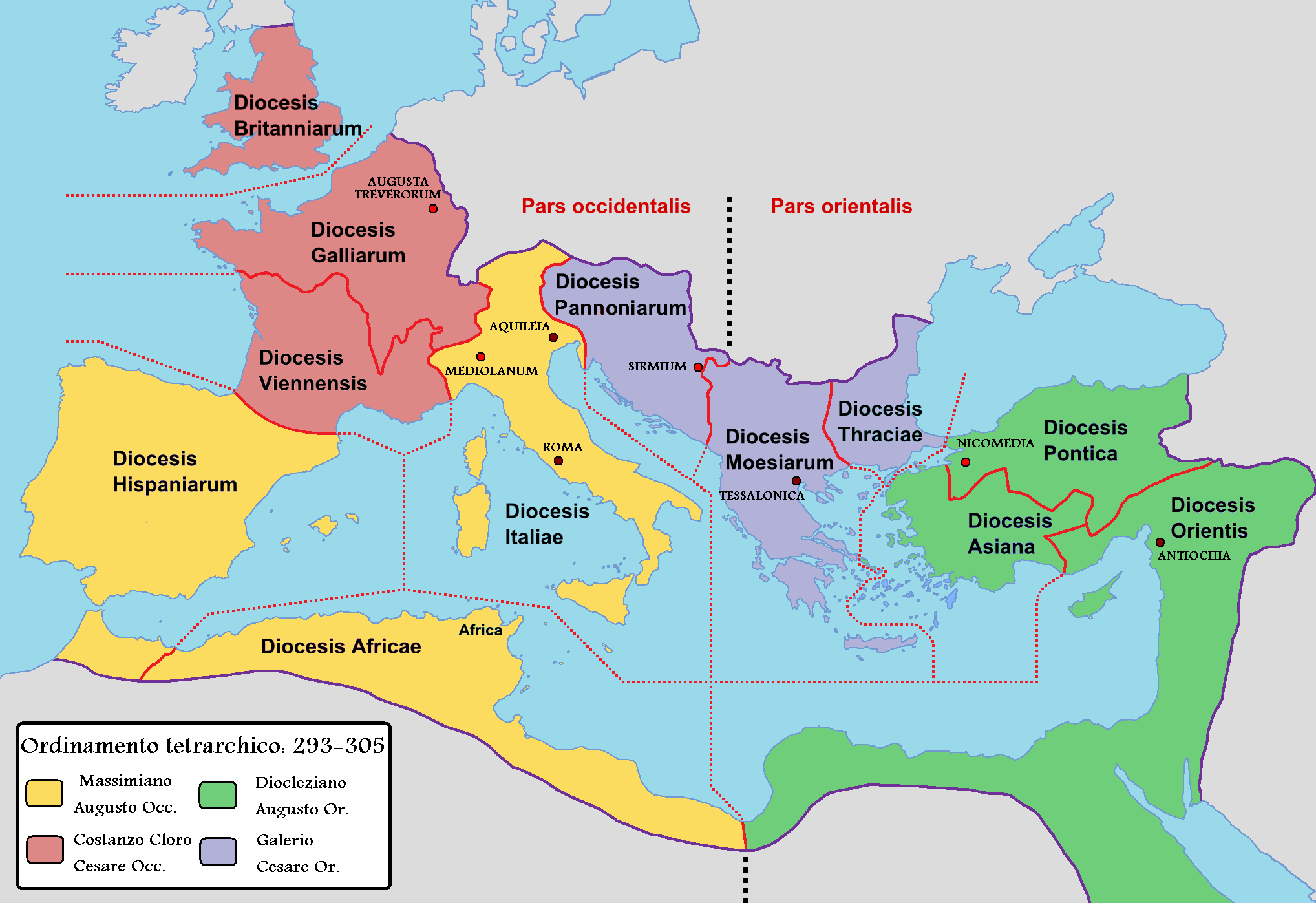
La "prima tetrarchia" (293-305): le 12 diocesi nella nuova divisione dell'Impero romano

L'istituzione della Tetrarchia (1 marzo 293) comportò infatti maggiori spese dovute al mantenimento non più di due corti ma di ben quattro, con conseguente necessità di abolire i privilegi fiscali dell'Italia costringendo anche gli italici a pagare il tributo nelle modalità previste per le province. La stessa Italia fu riorganizzata in diocesi, la cosiddetta dioecesis Italiciana, e suddivisa in numerose province, corrispondenti solo in parte alle regioni augustee. Tuttavia, con la riforma dioclezianea entrarono a far parte della diocesi italiciana territori che in precedenza non erano parte dell'Italia romana, cioè la Rezia, le Alpi Cozie, la Sicilia, la Sardegna e la Corsica. La diocesi italiciana era sotto la giurisdizione di un agens vice praefectorum praetorio (anche detto vicarius), cioè un vice del prefetto del pretorio dell'Augusto Massimiano (che aveva la propria residenza imperiale a Milano). Il vicarius probabilmente aveva sede a Milano e sostituiva il prefetto del pretorio di Massimiano quando seguiva il proprio Augusto in province diverse dall'Italia. I governatori delle province italiche avevano il titolo di corrector al quale seguiva il nome della provincia governata al genitivo (ad esempio corrector Campaniae), differentemente dai governatori delle altre province, denominati praesides. Il termine corrector dei governatori provinciali italici probabilmente deriva dai due correctores Italiae introdotti da Probo: Diocleziano moltiplicò i correctores (che con Probo erano due) affidando a ognuno di loro il governo di una provincia italica. A differenza della carica di corrector Italiae introdotta da Probo, riservata esclusivamente ai senatori, la carica di corrector poteva essere rivestita anche da esponenti di rango equestre. I governatori delle province aggiunte all'Italia invece furono denominati praesides.
Purtroppo l'evidenza epigrafica è insufficiente a ricostruire l'esatta suddivisione provinciale dell'Italia attuata da Diocleziano, e deve essere integrata con il Laterculus Veronensis, il quale però descrive la suddivisione in province dell'Impero in età già costantiniana (fu redatto intorno al 314). Le uniche province di età dioclezianea propriamente italiche (escludendo quindi Rezia, Alpi Cozie e isole) note dalle epigrafi sono la Venetia et Histria, la Tuscia et Umbria, la Campania, la Apulia et Calabria e la Lucania et Bruttii. Secondo il Laterculus Veronensis, la diocesi di Italia intorno al 314 comprendeva 16 province, ma, a causa di una lacuna nel testo, ne riporta soltanto nove: Alpes Cottiae, Raetia, Venetia et Histria, Flaminia, Tuscia et Umbria, Picenum, Apulia et Calabria, Lucania e Corsica. Secondo Pierfrancesco Porena, ad esse andrebbero certamente aggiunte le province di Campania, Aemilia et Liguria, la Sicilia e la Sardegna, e inoltre Lucania andrebbe emendato in Lucania et Bruttii (il Porena, a differenza del Jones, inoltre aggrega la Flaminia al Picenum nella provincia di Flaminia et Picenum). Il Porena conclude che le province italiche fossero 12, e che il numero 16 sarebbe un errore del copista o del redattore originale. Secondo il Porena, il Laterculus Veronensis (redatto nel 314) riproduceva quasi del tutto l'assetto dioclezianeo del 293, senza grandi cambiamenti. Si può dunque supporre che le province della diocesi italiciana all'epoca di Diocleziano fossero le seguenti:
1. Venetia et Histria
2. Tuscia et Umbria
3. Campania
4. Apulia et Calabria
5. Lucania et Bruttii
6. Alpes Cottiae
7. Raetia
8. Flaminia et Picenum
9. Corsica
10. Aemilia et Liguria
11. Sicilia
12. Sardinia

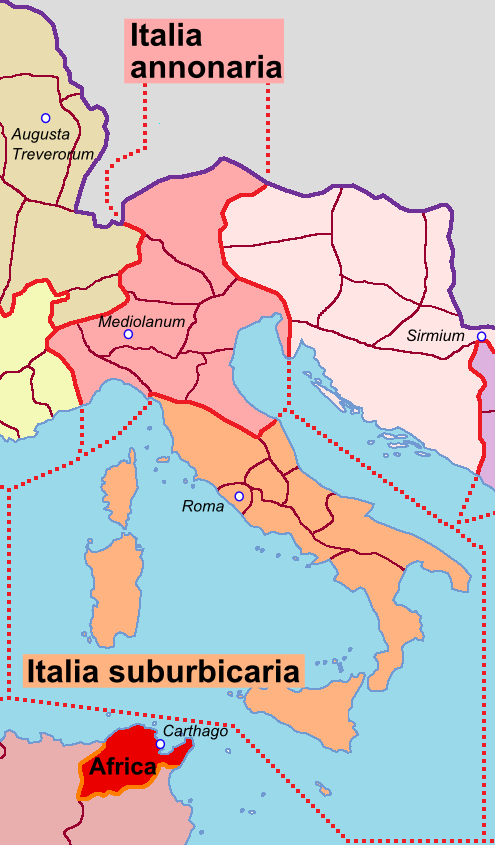
I vicariati di Italia Suburbicaria e di Italia Annonaria all'interno della prefettura del pretorio d'Italia intorno al 400.

Nonostante la parificazione dell'Italia con le province, Roma rimase comunque una città di una certa importanza a causa della presenza in essa del senato romano e della guardia pretoriana, nonché della plebe, il consenso delle quali era necessario per evitare che essi favorissero rivolte e usurpazioni. L'assenza prolungata da Roma dell'Imperatore e del prefetto del pretorio rese necessario, a partire dall'età severiana, nominare nell'urbe un viceprefetto, il cosiddetto agens vice praefectorum praetorio, che dipendeva direttamente dall'Imperatore e comandava la guardia pretoriana in assenza del prefetto del pretorio. La giurisdizione di questo agens vice praefectorum praetorio era limitata alla sola Roma e svolgeva mansioni esclusivamente militari. Diocleziano mantenne inalterata questa carica, creando al contempo un nuovo funzionario dalle mansioni prevalentemente fiscali, il vicario della diocesi Italiciana (vicarius praefectorum praetorio per Italiam, successivamente abbreviato in vicarius Italiae), residente a Milano e con giurisdizione estesa all'intera Italia.
Dopo il suo primo viaggio in Italia, nel 312, Costantino, per prevenire la possibilità di una nuova usurpazione favorita dalle truppe di stanza dell'antica capitale (Massenzio aveva ottenuto l'appoggio della guardia pretoriana), decise di rimuoverle dall'Urbe mandandole a combattere altrove. Una volta smilitarizzata l'antica capitale, Costantino trasformò il cosiddetto agens vice praefectorum praetorio di Roma nel vicarius urbis Romae, trasformandolo da ufficiale militare a civile e affidandogli il compito di rendere più efficiente il rifornimento dell'Urbe di annona. In questo modo Costantino I ridusse i poteri del vicarius Italiae residente a Milano, limitando la sua giurisdizione alla sola parte settentrionale della diocesi italiciana, la cosiddetta Italia Annonaria (comprendente le province di Flaminia et Picenum, Aemilia et Liguria, Venetia et Histria, Alpi Cozie e Rezia); le province meridionali della diocesi (Tuscia et Umbria, Campania, Apulia et Calabria, Lucania et Bruttii, Sicilia, Sardegna e Corsica), costituenti la cosiddetta Italia Suburbicaria, furono invece poste sotto la giurisdizione del vicarius urbis Romae avente sede a Roma. La linea di demarcazione tra Italia Suburbicaria e Italia Annonaria fu posta in corrispondenza dei fiumi Arno ed Esino. In questo modo sarebbe stata migliorata l'efficienza dell'approvvigionamento dell'esercito di stanza nell'Italia Annonaria e della plebe dell'Urbe, il cui consenso era necessario per assicurare la stabilità della regione. Con il riordinamento costantiniano si ebbe così la singolare presenza di due vicari all'interno della stessa diocesi, situazione senza precedenti.
Per ottenere il sostegno del senato romano, Costantino favorì i senatori facilitando loro l'accesso alle cariche pubbliche (come i governatorati delle province) e aumentando i poteri del praefectus urbi (carica che Costantino si premurò che fosse sempre rivestita da un senatore), ponendolo a capo del senato e attribuendogli la cognitio vice sacra che gli permetteva di emettere sentenze inappellabili in quanto parificate a quelle dell'Imperatore. In età costantiniana il praefectus urbi divenne inoltre il supervisionatore della distribuzione di alimenti alla plebe romana, nonché delle attività di manutenzione edilizia.
In seguito alla vittoria su Licinio nel 324 Costantino divenne imperatore unico. Ritenendo insufficiente un solo prefetto del pretorio per tutto l'Impero (fino a quel momento vi era un prefetto del pretorio per ciascun imperatore), Costantino decise di suddividere l'Impero in cinque prefetture - Gallie, Africa, Italia, Illirico e Oriente - ponendo a capo dell'amministrazione civile di ognuna di esse un prefetto del pretorio. Il prefetto del pretorio regionale, privato di ogni potere militare, supervisionava l'operato in ambito fiscale e giudiziario dei vicarii e dei governatori provinciali posti alle sue dipendenze. Nelle prefetture del pretorio consistenti in un'unica diocesi (come Italia e Africa) sembrerebbe che non vi fosse un vicario in età costantiniana, sostituito dal prefetto del pretorio. Sotto i successori di Costantino, alla prefettura d'Italia furono aggregate l'Illirico e l'Africa, con la sede prefettizia spostata a Sirmio. Successivamente l'Illirico Orientale fu assegnato alla pars orientis e la prefettura d'Italia conservò nell'Illirico soltanto la diocesi di Pannonia.
Secondo la Notitia Dignitatum (redatta intorno al 395 e aggiornata fino ad intorno al 420 per l'Occidente), le diciassette province della diocesi italiciana erano le seguenti: Venetia et Histria, Aemilia, Liguria, Flaminia et Picenum annonarium, Tuscia et Umbria, Picenum suburbicarium, Campania, Sicilia, Apulia et Calabria, Lucania et Bruttii, Alpes Cottiae, Raetia I, Raetia II, Samnium, Valeria, Sardinia e Corsica. Di queste, Venetia et Histria, Aemilia, Liguria, Flaminia et Picenum annonarium, Alpes Cottiae, Raetia I e Raetia II facevano parte del vicariato dell'Italia Annonaria, mentre Tuscia et Umbria, Picenum suburbicarium, Campania, Sicilia, Apulia et Calabria, Lucania et Bruttii, Samnium, Valeria, Sardinia e Corsica facevano parte del vicariato dell'Italia Suburbicaria.